# Jenische

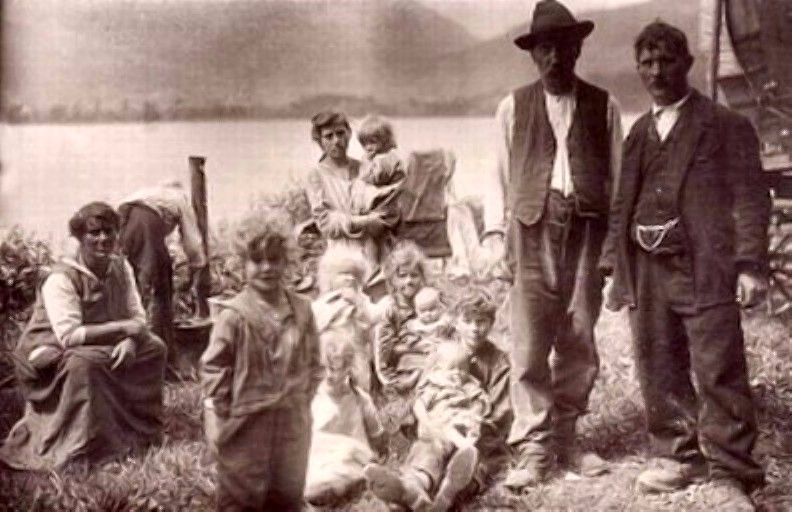
Jenische am Lauerzersee (Schweiz), 1928

Jenische ist sowohl eine Eigen- als auch eine Fremdbezeichnung für Angehörige eines nach landschaftlicher und sozialer Abkunft in sich heterogenen Teils der Bevölkerung in Mittel- und Westeuropa. Historisch lassen sich Jenische auf Angehörige der marginalisierten Schichten der Armutsgesellschaften der frühen Neuzeit und des 19. Jahrhunderts zurückführen. Möglicherweise reichen sie weiter zurück, wie Hinweise auf die Jenische Sprache, etwa das Buch Liber Vagatorum von 1510 nahelegen. Merkmale dieser historischen Jenischen waren ihr ökonomischer, rechtlicher und sozialer Ausschluss aus der Mehrheitsbevölkerung und eine dadurch bedingte Binnenmigration, meist innerhalb Europas. Jenischen zugeordnet wird eine eigentümliche Sprachvarietät, die aus dem Rotwelsch hervorgegangene jenische Sprache.

## Bezeichnungen
Die Herkunft der Jenischen ist nicht restlos geklärt. Die nomadische Lebensweise hat in Europa eine lange Tradition. Aus dem „Fahrenden Volk“ und aus den „Heimatlosen“ entwickelte sich über die Jahrhunderte eine jenische Identität. Der Begriff „jenisch“ taucht zu Beginn des 18. Jahrhunderts erstmals im Zusammenhang mit der Sprache der „Fahrenden“ auf. Es gibt aber einzelne Wörter in Wortlisten des Spätmittelalters, die sich in der heutigen jenischen Sprache wiederfinden, was auf eine ältere Geschichte der Volksgruppe hinweist.
„Jenisch“ ist ein erstes Mal für eine Wortliste aus dem Jahr 1714 bei Friedrich Kluge (1901) angegeben, und zwar als Sprach-, nicht als Sprecherbezeichnung. Demnach seien es betrügerische Wiener „Kellner“ gewesen, die sich auf „eine gewisse Redens-Arth“ verlegt hätten, „welche sie die jenische Sprach nennen.“ Der Auszug enthält keine Hinweise darauf, dass es „Fahrende“ seien, die (ebenfalls) so sprächen. Er beschreibt die Sprache als Medium des Rechtsbruchs und die Sprecher als delinquent. Eine zweite Nennung findet sich in einer „Diebsliste“ von 1716. Sie bezieht sich räumlich auf Schwaben, die Aufgelisteten werden als „Rauber, Dieb, Beitel-Schneider und andere Jauners-Bursch“ kategorisiert. Es wird ihnen eine größere Zahl von rotwelschen Wörtern zugeordnet. Bei einem Wort ist angegeben, es sei der „jenischen Sprach“ entnommen.
Eine erste Schrift, in der das Wort „Jenische“ nicht als Fremd-, sondern als Eigenbezeichnung für Gruppen von „Fahrenden“ verwendet wird, liegt mit dem 1793 anonym veröffentlichten Abriß des Jauner- und Bettelwesens in Schwaben vor, der meist dem Ludwigsburger Zuchthauspfarrer und Waisenhausdirektor Johann Ulrich Schöll zugeschrieben wird.
Der Verfasser beschreibt dort als eine Gegengesellschaft zur „arbeitsame[n] und erwerbende[n] Classe“ und als Bedrohung der staatlichen Ordnung „ein stehendes Heer von vielen tausenden“ von „Jaunern“, nämlich „herumstreichenden Dieben“, Räubern „von Profession“ sowie vagierenden gewerbsmäßigen Bettlern. In der von ihnen neben der Landessprache gesprochenen und als „Jenisch“ bezeichneten „rothwelschen“ Gruppensprache nennten sie sich auch „Jenische, d. i. Leute, die nirgends keine Niederlassung haben“.
Diebe bzw. Räuber und Bettler – als „Amphibien“ auch in Doppelfunktion tätig – seien jeweils noch in weitere „Classen“ zu unterteilen. Sie wiesen bedingt durch ihre je verschiedenen Erwerbsformen Unterschiede auf, stimmten jedoch „in ihrer übrigen Lebensart, in ihren Sitten und anderen Verhältnissen überein“ und machten insofern „im Grund nur eine Gesellschaft aus“.
Nach Auffassung des Verfassers handelt es sich dabei um eine gemessen an älteren kriminellen vagierenden Gruppen junge Erscheinung. Ihre Entstehung führt er auf die Entwurzelung und erzwungene „Landstreicherey“ großer Teile der Bevölkerung, darunter brotlos gewordener Soldaten in der Folge des Dreißigjährigen Krieges, zurück. Er sieht eine Kontinuität dieser Erscheinung in Schwaben durch weitere Kriege bis hin zu den Folgewirkungen der französischen Revolution. In der Beschreibung der regionalen Herkunft der „Jauner“ spricht er von zu zwei Dritteln eingeborener Schwaben, während das übrige Drittel hauptsächlich aus Bayern, Schweizern, Franken und Elsässern bestehe und auch eine inzwischen bereits abnehmende Zahl von Juden dazugehöre. Soweit die Zugehörigkeit nicht bereits durch Geburt gegeben sei, handle es sich der sozialen Herkunft nach um entlaufene Bauern, Bürger und Handwerksburschen sowie mit einem hohen Anteil um ehemalige Soldaten und Soldatenkinder.

Kurpfälzische „Diebsliste“, 1770

1810 vertritt ein anonymer Verfasser in einem Beitrag Die Jauner-Sprache für eine Schweizer Zeitschrift die Ansicht, das „Völklein“ der „Jauner“ sei richtiger als „jenische Gasche“ zu bezeichnen, da „Jauner“ ehrenrührig so viel wie „Falschspieler“ bedeute. Stehle aber ein „jenischer Kaffer“ oder „Freyer“ etwas, so werde er „gschor Gasche“ genannt. Der Autor verweist noch auf die Romanes-Anteile im jenischen Idiom. Damit ist der Bezug zur Bezeichnung „Gatsche“ der Sinti und Roma für die Angehörigen der Mehrheitsbevölkerung hergestellt.
Linguisten leiten übereinstimmend, aber nicht ohne Vorbehalt, den Sprachnamen und seine Ableitung für eine Sprechergruppe aus dem Romanes von „džan“ (S. A. Wolf) bzw. „džin“ (Y. Matras) für „wissen“ ab. Im Inhalt korrespondiert „Jenisch“ damit mit dem benachbarten aus dem Jiddischen entlehnten „kochem“ (= „gescheit“), das ohne klare Abgrenzung ebenfalls als Sprachname und Bezeichnung für die Sprechergruppen („Kochemer“) verwendet wird.
Inwieweit „Jenische“ von den Angehörigen der so bezeichneten regionalen Gruppen tatsächlich als Eigenname verwendet wird, ist kaum erforscht. Repräsentative Untersuchungen gibt es nicht. Der Verfasser einer bereits Ende der 1970er/Anfang der 1980er Jahre entstandenen Untersuchung zum Rheinland stellte fest, dass „nach meinen Beobachtungen jene Gruppen [= Nicht-Roma-‚Vagantengruppen‘] das Wort jenisch nicht zur Selbstbezeichnung verwenden“. In der Schweiz bezeichnen sich zahlreiche Angehöriger dieser Ethnizität als Jenische, gelegentlich auch in der Schreibweise respektive Ausspracheform „Jänische“.
Eine weitere Eigenbezeichnung (die sehr gelegentlich mehrheitsgesellschaftliche Unterstützer der durchgängig als delinquent beschriebenen Gruppen und Individuen mitmeinte) ist mit „Platte“ (auch: „Blatte“) aus dem 18. Jahrhundert überliefert.
Es gibt daneben eine größere Zahl von in der Regel regionalen Fremdbezeichnungen („Mäckesser“, „Pläcker“, „Fecker“, „Kiepenkerle“), denen ein früher stets abwertender, heute eher folkloristischer Inhalt gemeinsam ist. In Österreich, vor allem in Tirol, war die Bezeichnung Karrner, Karner (die in Karren leben) oder auch Landgeher, Laninger gängig.
In der Schweiz gebräuchliche Fremdbezeichnungen haben ihren Ursprung teils in geografischen Herkunftszuschreibungen („Vazer“), meist jedoch im Zusammenhang mit den Erwerbstätigkeiten „Chorbeni“ (Korbmacher) im Wallis, „Spengler“ oder „Kessler“ in der Ostschweiz und im Kanton Graubünden, „Chacheler“ („Geschirrmacher“) oder „Chachelifuerme“ („fahrender Geschirrhändler“) im Mittelland (Aargau, Solothurn, Bern, Luzern). In der französischsprachigen Schweiz ist die Bezeichnung „Manouches“ gebräuchlich.

## Verbreitung

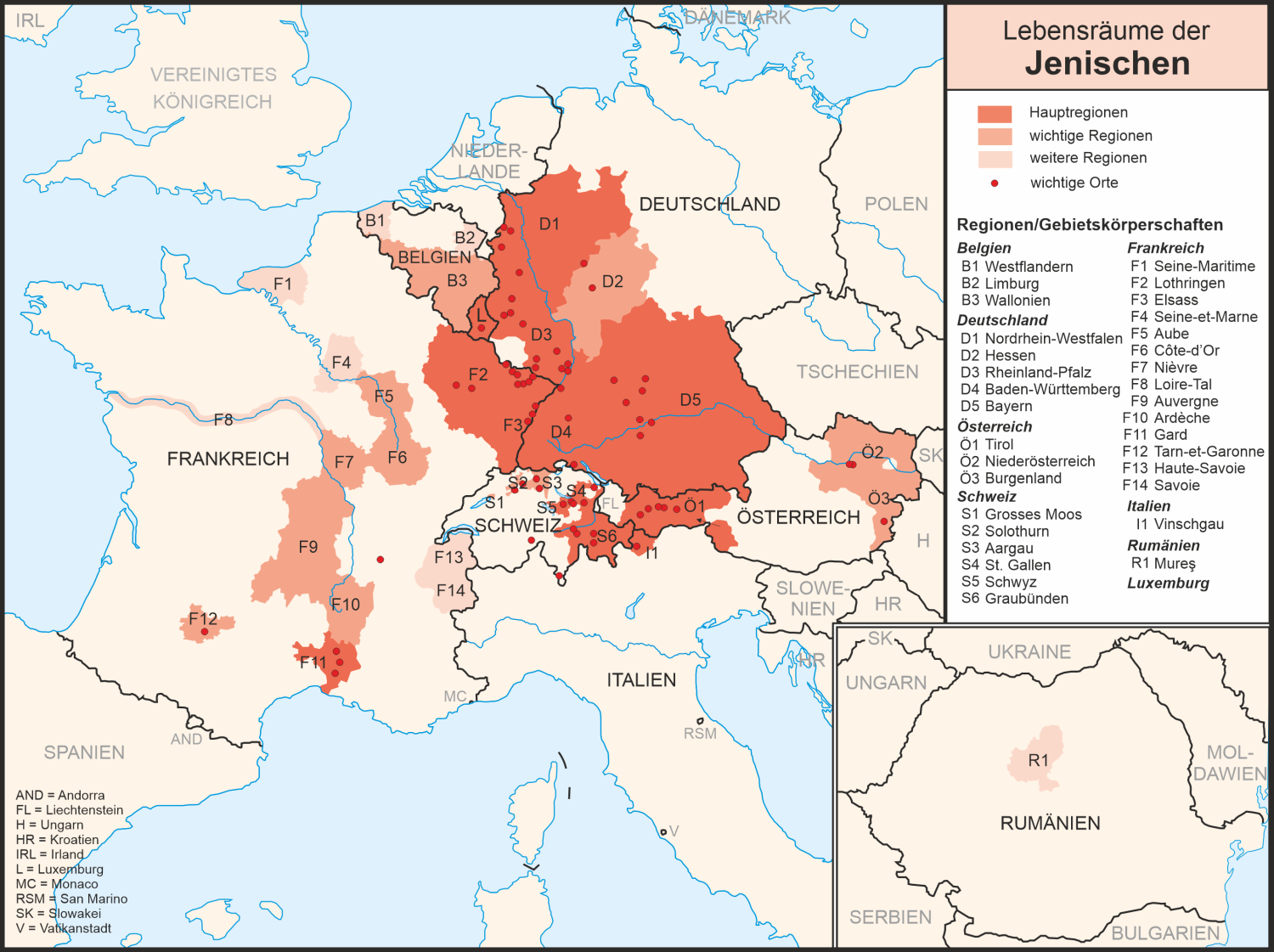
Jenische Dörfer und Lebensräume in Europa

Polizeiliche Wegweisung, Messerligrube bei Bern, 1977

In den deutschsprachigen Ländern, in Frankreich, den Benelux-Staaten und in Italien sind jenische Gruppen dokumentiert. Sowohl die Zahl der Menschen mit jenischer Herkunft als auch die Zahl der heute sich selbst als Jenische definierenden Menschen ist unbekannt. Zahlen gibt es für die Schweiz, ohne genauere Belege, und für Deutschland.

### Schweiz
2001 ging Nationalrat Remo Galli als Sprecher der Kommission Stiftung „Zukunft für Schweizer Fahrende“ von etwa 35.000 „Fahrenden“, sesshaft oder nicht, aus, darunter etwa 20.000 Jenische. 2006 vertrat der schweizerische Bundesrat „zwischen 25.000 und 30.000 Personen“ der „Gemeinschaft der schweizerischen Fahrenden“, d. h., ohne eine Angabe zum Anteil der Jenischen zu machen. Wie diese Zahlen entstanden, ist unbekannt.
Angaben gibt es nur zur Zahl der in der Schweiz noch Reisenden, die aber ebenfalls den Anteil der Jenischen offenlassen. 2001 ergab ein von der Stiftung „Zukunft für Schweizer Fahrende“ in Auftrag gegebenes Gutachten 2500 „aktiv Fahrende in der Schweiz“. Diese Zahl basiert auf den Nutzungszahlen der Stand- und Durchgangsplätze im Jahre 1999. Auch der „Standbericht 2010“ nennt dieselbe Zahl, präzisiert aber: „Im Gegensatz zu den ausländischen bezeichnen sich die Schweizer Fahrenden in der Regel als Jenische.“

### Deutschland
Für Deutschland (alte Bundesländer) geht eine ältere Schätzung von 1982 von 8.000 bis 10.000 „Landfahrern“ aus. Damit waren neben Jenischen (in einem unbestimmten engeren Sinn) Artisten, Kleinzirkusleute und Schausteller gemeint. Zwischen 200 und 250 „Landfahrer“ seien ständig reisend. Die Bundesregierung sprach von etwa 8.000 Jenischen. Wie diese Zahlen entstanden, ist unbekannt. Der 2019 gegründete Zentralrat der Jenischen in Deutschland spricht von 400.000 Jenischen. Das zahlenmäßige Verhältnis der deutschen Jenischen zur Anzahl der deutschen Sinti und Roma kann nicht genau angegeben werden, da sich viele Betroffene hüten, sich gegenüber den Behörden zu outen, zumal solange sie nicht offiziell als Minderheit anerkannt sind. Es „reist“ heute nur noch ein kleiner Teil der Jenischen. Die gesellschaftliche Marginalisierung mit reduzierten Chancen auf dem Arbeitsmarkt, in der Wohnsituation und in den Bildungsmöglichkeiten besteht bis heute überwiegend fort.
Orte mit jenischer Kultur:
- Singen (Hohentwiel): Die Einwohnerzahl an Jenischen liegt bei 800.[20]
- Ichenhausen (Günzburg): Im Landkreis Günzburg werden 500 Jenische geschätzt;[21] es gibt einen jenischen Fußballclub, den FC Grün-Weiß Ichenhausen[22]
- Lützenhardt (Waldachtal, Landkreis Freudenstadt) hat dank seiner mit den Jenischen verbundenen Geschichte eine eigene Sprachvariante hervorgebracht, das Lützenhardter Jenisch[23]
- Frankfurt am Main, Stadtteil Eschersheim. Unter den Familien auf dem Platz Wohngemeinschaft Bonameser Straße leben seit Jahrzehnten Jenische[24]
- Schillingsfürst: In Schillingsfürst gibt es ein Jenisch-Museum.[25]
- Pfedelbach: Die Pfedelbacher Gemeinde- und Festhalle wurde Nobelgusch genannt. Nobelgusch kommt aus dem jenischen und heißt Edles Haus. Außerdem gibt es eine Theatergruppe die Stücke in jenischer Sprache aufführt.[26]
- Wildenstein
- Würmersheim[27], Ortsteil von Durmersheim
- Leinzell

### Österreich
In Österreich findet man Jenische vor allem in Tirol, wo sie von der Mehrheitsgesellschaft meist mit dem negativ konnotierten Namen „Kar(r)ner“ bezeichnet wurden. Es gibt Bestrebungen, die Jenischen als Volksgruppe anzuerkennen. Um 1800 wurden Jenische in Loosdorf bei Melk angesiedelt, seither gibt es dort eine Sprachinsel des Jenischen.
Das türkis-grüne Regierungsprogramm von Jänner 2020 sah die Prüfung der Anerkennung der Jenischen als Volksgruppe vor. Im November 2021 wurde auf Initiative von Linguistin Heidi Schleich und nun Obmann Marco Buckovez der Verein Jenische in Österreich – Verein zur Anerkennung der Jenischen in Österreich und Europa mit Sitz in Innsbruck gegründet. Im Rahmen eines Treffens mit den Volksgruppensprechern der Parlamentsparteien hat der Verein am 23. März 2022 ein Ersuchen um Anerkennung gemäß Volksgruppengesetz übergeben.

### Frankreich
Für Frankreich finden sich Aussagen nur ohne Zahlenangaben. Alain Reyniers schrieb 1991 in einem Artikel der Zeitschrift Etudes Tsiganes: Ils (die Jenischen) „constituent, aujourd’hui en France, sans doute le groupe le plus volumineux au sein de la communauté des Gens du voyage“ [Sie „bilden heute in Frankreich wahrscheinlich die größte Gruppe unter den Fahrenden“].

## Rechtlicher Status: Forderung nach europaweiter Anerkennung
Als nationale Minderheit sind die Jenischen bisher nur in der Schweiz anerkannt. Seit Herbst 2016 erklären die Schweizer Bundesbehörden: „Mit der Ratifizierung des Rahmenübereinkommens des Europarats vom 1. Februar 1995 zum Schutz nationaler Minderheiten hat die Schweiz die schweizerischen Jenischen und Sinti als eine nationale Minderheit anerkannt – unabhängig davon ob sie fahrend oder sesshaft leben.“ Seit 1998 bezeichnete die Eidgenossenschaft die „Fahrenden“ mit Schweizer Staatsbürgerschaft als anerkannte nationale Minderheit. Dem jenischen Idiom hat die Schweiz mit der Ratifizierung der europäischen Sprachencharta 1997 den Status einer „territorial nicht gebundenen Sprache“ gegeben. Für die Schweizer Bundesbehörden ist die 1975 gegründete Radgenossenschaft der Landstrasse die wichtigste Ansprechpartnerin. Sie subventionieren sie. Die nomadische Kultur der Jenischen und der Sinti wurde 2018 in die Liste der lebendigen Traditionen der Schweiz aufgenommen.
Im Herbst 2019 gründeten Jenische aus mehreren europäischen Ländern – Deutschland, Schweiz, Österreich, Frankreich, Luxemburg – einen „Europäischen Jenischen Rat“, Initianten sind die schweizerische Radgenossenschaft der Landstrasse und der 2019 gegründete Zentralrat der Jenischen in Deutschland. Der Europäische Jenische Rat stellt sich die Aufgabe, für die Anerkennung der Jenischen europaweit zu wirken. Im Mittelpunkt steht eine Petition, die gleichzeitig lanciert wurde; sie ist an den Europarat gerichtet und trägt den Titel: „Die europäische Minderheit der Jenischen verlangt Anerkennung, Respekt und die Benennung gemäß ihrer Selbstbezeichnung“. Der Europarat hat die Petition durch seine Generalsekretärin entgegengenommen und ans Konsultativkomitee der Rahmenvereinbarung zum Schutz der Nationalen Minderheiten weitergeleitet. Die Entwicklung der Forderung nach Anerkennung in der Schweiz und in Europa ist ausführlich dargestellt von den aktiv beteiligten Daniel Huber und Willi Wottreng im Gaismair-Jahrbuch 2021.
Das Regierungsprogramm der österreichischen Bundesregierung Kurz II vom 1. Jänner 2020 kündigte die „Prüfung der Anerkennung der jenischen Volksgruppe“ an, ein Umstand, der von der seit Anfang 2020 bestehenden überparteilichen „Initiative zur Anerkennung der Jenischen in Österreich“ thematisiert wird. Unter der Bundesregierung Nehammer (wiederum ÖVP/Grüne, ab Dezember 2021) wurden im Mai 2022 „Schritte zur offiziellen Anerkennung der Jenischen als Volksgruppe durch das Parlament gesetzt,“ schreibt Robert Salzer in orf.at und berichtet über den jenischen „Pflanzenflüsterer“ Martin Flicker und den Buchautor über jenische Kultur Thomas Sautner.
2023 erschien erstmals in einem Land – in der Schweiz – ein Schullehrmittel, das sich nebst Roma und Sinti den Jenischen widmet: «Jenische–Sinti–Roma. Zu wenig bekannte Minderheiten in der Schweiz». Es wurde erarbeitet von der nichtstaatlichen Arbeitsgruppe Jenische–Sinti–Roma unter Leitung des Publizisten Willi Wottreng, in Zusammenarbeit mit einem Team der Pädagogischen Hochschule Zürich (PHZH). Das Lehrmittel folgt den neuen medienethischen Standards „Nichts über uns ohne uns“. Obwohl von NGOs initiiert, kann es im offiziellen Schulunterricht verwendet werden. Das Lehrmittel wurde in zwei Formen publiziert: Als Open-Source-Angebot auf der Website der Stiftung Erziehung zur Toleranz (SET) und als selbständiges Buch für den Buchhandel.

## Soziale Lage
Systematische Untersuchungen, denen Angaben zur sozialen Lage der heutigen Jenischen zu entnehmen sind, wenden sich der ortsfest lebenden Mehrheit zu. Der jenische Verein schäft qwant schätzt diese Mehrheit für die Schweiz, in der das Reisen eine im deutschsprachigen Raum ungewöhnliche Unterstützung erfährt, auf 90 %. Thema dieser Untersuchungen, wie sie allein für die Bundesrepublik Deutschland vorliegen, sind jeweils die Lebensbedingungen und -perspektiven von Menschen in sozialen Brennpunkten. In den untersuchten Quartieren leben Jenische in einer Zahl, die sie aus der Bewohnerschaft hervorhebt und untersuchungsrelevant macht. Angaben zum Anteil dieser Familien an der Gesamtminderheit liegen ebenso wenig vor wie seriöse Angaben zu deren Größe oder zum Anteil der ebenfalls zumeist ortsfesten wirtschaftlich und sozial erfolgreichen Jenischen, wie sie als Sprecher der Vereine begegnen.
Soziale und wirtschaftliche Marginalisierung werden für den recherchierten Teil der Minderheit als die Regel, Armut, Bildungs- und insgesamt Chancendefizite als üblich beschrieben. Ausweislich der genannten Untersuchungen leben diese Jenischen – neben den beiden Gruppen der Roma und der sozial Deklassierten der mehrheitsgesellschaftlichen Neuen Armut – in Schlichtwohnungsblocks am Rand der Städte unter den äußerst schwierigen Bedingungen einer seit Generationen chronifizierten Armut. Die Familien sind in vielen Fällen seit langem von staatlichen Transferleistungen abhängig. Die Arbeitslosenquote ist überdurchschnittlich, die Analphabetenquote nach wie vor ebenfalls. Die Entwicklungsperspektiven der Kinder sind ungünstig. Der Anteil der Sonderschüler ist weitaus höher als insgesamt in der lokalen Schülerschaft, Ausbildungsplätze sind schwer zugänglich.
Eine zusammenfassende Auswertung der Untersuchungen der ausgehenden 1970er und der 1980er Jahre kommt für diesen Zeitpunkt zu dem Ergebnis, dass „über 90 Prozent der Jenischen und Artisten … keine formale Berufsausbildung (hatten). Die meisten arbeiteten selbständig in einem Kleinzirkus und als Schausteller. Nahezu alle verfügten Ende der siebziger Jahre über einen festen Wohnsitz. Auch diese Gruppe litt unter unzureichenden Wohnverhältnissen und lebte meist in Ghettos am Stadtrand.“
Ein Wandel des kommunalen Umgangs mit sozialen Brennpunkten hat dazu geführt, dass ein Teil dieser geschlossenen Peripheriequartiere inzwischen verschwunden ist oder auch durch Zuzug von Migranten der unterschiedlichen Herkunft den Charakter verändert hat. In der lokalen Überlieferung hat sich die Erinnerung nicht selten zu einem legendären Ruf verdichtet wie bei der Bock-Siedlung in Innsbruck, dem „Bärenkeller“ in Augsburg, der „Gummiinsel“ in Gießen, den Quartieren Kuhviertel, Pluggendorf und dem Hansaviertel im westfälischen Münster, dem westpfälzischen Neumühle oder dem Mattequartier in Bern.
Aus der Lebenssituation im sozialen Brennpunkt resultiert für die Betroffenen ein hoch verfestigtes Diskriminierungsmuster. Über lange Fristen produzierte eine gezielt marginalisierende Kommunalpolitik dafür die augenscheinliche Grundlage. Stigmatisierung trifft die gesamte Bewohnerschaft solcher Quartiere. Deren Solidarisierung hat sie nicht zur Folge, vielmehr diskriminieren die Angehörigen der Bewohnergruppen sich wechselseitig.
Innerhalb der eigenen Minderheit sehen diese Jenischen sich ebenfalls herabgesetzt und benachteiligt, da sie überkommene Ressentiments zu bestätigen scheinen und ihre sozialen Merkmale sich nicht in attraktive Selbstentwürfe einer jenischen Gruppenidentität integrieren lassen. Ausgrenzung aus der Gesamtgesellschaft und Ausgrenzung aus der Gesamtbezugsgruppe durch eine kleine Aufsteigerminderheit ergeben eine „doppelte Randständigkeit“. Aber auch die noch reisenden Angehörigen der Minderheit stoßen nicht nur auf Zustimmung, sondern auch auf dezidierte behördliche Ablehnung, wie der Fall der niederrheinischen Familie Prison belegt (2009).
Auf die große Mehrheit der Schweizer Jenischen ist die Feststellung bezogen, sie seien „wirtschaftlich schlecht gestellt“. Diese Aussage trifft die Zürcher Caritas mit Blick auf den reisenden Teil, für den sie eine besondere Beratung anbietet. Ein nichtjenischer Schweizer Kenner spricht von einer Verbindung aus „fahrender Lebensweise und traditioneller Armut“ als konstitutivem Merkmal der Minderheit. In einer ihrer öffentlichen Erklärungen in ihrer Frühzeit (1981) sprach die Radgenossenschaft gelegentlich die soziale Problematik in ihren Auswirkungen an. Es würden „die ‚echten‘ Fahrenden zwar unter wirtschaftlichem schwerem Druck stehen“, die auf 35.000 Menschen geschätzten „sesshaft gewordenen Fahrenden und ihre Nachkommen“ aber wiesen „einen großen Prozentsatz von unglücklichen Menschen, von kaputten Ehen, von Alkoholikern, Pillensüchtigen“ auf. Für die Radgenossenschaft liegt die Erklärung nicht in unzureichenden Integrationsanstrengungen bei chronifizierter Armut und Chancenungleichheit, sondern in kultureller Entwurzelung, gemeint ist das Ende des Reisens.
Weder staatliche Institutionen noch jenische Selbstorganisationen beschäftigen sich mit den strukturellen Ursachen jenischer Armut und den Folgewirkungen. Staatliche Einrichtungen wenden sich, soweit sie in Jenischen überhaupt eine besondere Zielgruppe erkennen, wie dies in der Schweiz der Fall ist, so gut wie ausschließlich den noch reisenden Jenischen zu. Eine soziale Problematik sehen sie hier nicht. Auf der politischen Tagesordnung der Selbstorganisationen stehen Forderungen nach Gewerbeerleichterungen für Marktbeschicker und andere Gewerbetreibende, so nach der Aufhebung des Kinderarbeitsverbots bereits ab zwölf Jahren bei jenischen Kindern, sowie nach einer Verbesserung des Angebots an Stand- und Durchgangsplätzen. Sozialpolitische Ziele verfolgen sie nicht. Jenische in sozialen Brennpunkten thematisieren sie nicht. Einer Verbesserung des Bildungs- und Ausbildungsniveaus stehen jenische Sprecher abweisend gegenüber. „Schule und geregelte Berufsausbildung problematisieren sie als ‚Gefahr‘ mit ‚katastrophalen Konsequenzen‘“. „Die Fahrenden müssen gar nicht mehr können, als ihren Namen schreiben und etwas rechnen.“ Das Ausbildungsbedürfnis werde durch einige Monate Volksschule im Jahr „und später durch das Erlernen des elterlichen Berufes gedeckt“. Deshalb sollten die Vorschriften für Kinderarbeit für die Minderheit gelockert werden, Gewerbepatente sollten „möglichst schon ab zwölf Jahren“ ausgestellt werden.
Die seltene Ausnahme von der Regel der Abstinenz gegenüber sozial- und bildungspolitischen Integrationsbemühungen war der Verein der Jenischen e. V. Neben der Erhaltung reisender Kultur und darin einbezogen der „Gründung einer Jugendakademie alter Handwerke“ gehörte zu seinen Zielen, Jenischen die Möglichkeit zu eröffnen, den Hauptschulabschluss nachzuholen.

## Geschichte

### Sozioökonomischer Ausgangspunkt

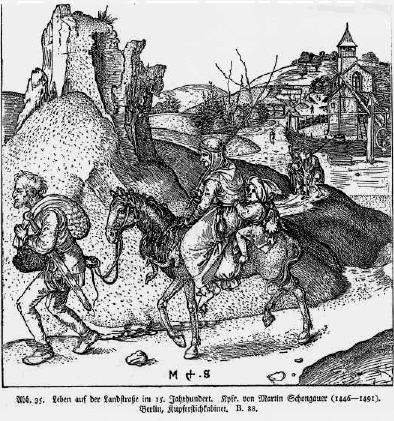
Im 15. Jahrhundert (Kupferstich von Martin Schongauer)

Historiker und Sozialwissenschaftler verorten die Entstehung der Jenischen oder – genauer – einer in sich nach Lebensweise, geografischer, kultureller und ökonomischer Zuordnung unterschiedlichen Bevölkerung in der frühen Neuzeit und am mehrheitsgesellschaftlichen Rand, dort dann in der vagierenden Armut. Auf diese Bevölkerungsgruppen wird einmal ausgangs des 18. Jahrhunderts, etwas häufiger dann im 19. Jahrhundert die ebenso unbestimmte Eigen- und Fremdbezeichnung „Jenische“ angewendet.

### Mögliche Entstehung aus Vermischungen von Söldnern, Armen, Juden und damaligen „Zigeunern“
Laut Yaron Matras von der Universität Manchester hat die jenische Gemeinschaft im Laufe der Jahrhunderte Mitglieder von Minderheitengemeinschaften wie "Zigeuner" und Juden, die aus dem einen oder anderen Grund ihre eigenen Gemeinschaften verlassen haben, integriert. Diese Hypothese wird von Rémy Welschinger geteilt, der darauf hinweist, dass Juden und Jenische aufgrund der verschiedenen Kriege und zahlreicher Nahrungsmittelknappheit gezwungen waren, am Rande zu leben und Berufe auszuüben, die große Mobilität erforderten, und dass es den beiden Bevölkerungsgruppen möglich war, sich niederzulassen und ihre Sprachen zu entwickeln und zu mischen.
Auf die Frage „Wer sind sie?“ antwortet Klaus Vater in dem Artikel „Das vergessene Volk“: „Ich schreibe über eine seit Jahrhunderten existierende Menschengruppe mit – wie erwähnt – eigener Sprache und Musik. Mit großer Wahrscheinlichkeit sind sie entstanden, als sich im Ausklang des Mittelalters Besitzlose, Menschen ohne für die Städte nützliche Kenntnisse, Verarmte, Verfolgte mit jüdischen Gruppen zusammenfanden, mit ehemaligen Söldnern und Fremden. Sie trafen dabei auch auf nach Europa drängende Sinti oder Roma“.

### Mythenbildung
Seit einigen Jahren beschreiben manche Jenische sich mit ethnischen Kategorien als Angehörige eines „Volks“ oder einer „Volksgruppe“. Sie lehnen es dann ab, die Entstehung einer solchen Population auf sozioökonomische Prozesse zurückzuführen (Soziogenese), und behaupten eine kollektive ethnisch-biologische „Abstammung“ oder ethnisch-kulturelle lange Kontinuität (Ethnogenese). Teils wird eine solche Herleitung unbestimmt ins Dunkel vorgeschichtlicher Zeiten gelegt, teils wird sie mit konkreten Herkunftsmythen ausgestattet. Gemeinsam ist diesen Vorstellungen die Behauptung einer von Anbeginn bestehenden ethnischen Geschlossenheit und Einheitlichkeit. Entweder biologisch-genetisch oder kulturell implementiert sei den Angehörigen der Gruppe als dominantes kollektives Persönlichkeitsmerkmal eigen, „Nomaden“ zu sein.
Demnach gehe das „jenische Volk“ zurück auf
- die als „nomadisch“ betrachteten Helvetier. Dabei beruft man sich auf Aussagen in Caesars Werk über den Gallischen Krieg.[71]
- die „fahrenden Ritter und Sänger des Mittelalters“ vor allem am „vagierenden Kaiserhof“ Karls des Großen[72]
- die „nomadisierenden“ indischen Vorgänger der „Zigeuner“. Jenische und Roma seien demnach eines ethnischen Ursprungs. Diesen Mythos machte sich die schweizerische Radgenossenschaft der Landstrasse zu eigen und verwendete sie als Begründung für ihr erfolgreiches Beitrittsersuchen zur International Roma Union.[73]
- eine europäisch-kleinasiatische „wilde“ Urbevölkerung tribalistischer „Nomaden“ bzw. auf eine osteuropäisch-kleinasiatische Teilbevölkerung in einem jüdisch beherrschten mittelalterlichen „riesigen Reich der mittelalterlichen Chazaren“, worauf die jiddische Komponente im Jenischen zurückgehen könne.[74]
- die als „nomadisch“ betrachteten Kelten[75]
- eine „nomadisch“ lebende alteuropäische Bevölkerung von „Wildbeutern“, die den Übergang zur Sesshaftigkeit vor Tausenden von Jahren nicht mitvollzogen habe. Diese Auffassung ist nicht nur von einigen Jenischen zu hören, sie wurde auch in der nationalsozialistischen Wissenschaft von der einflussreichen Rassenhygienischen und bevölkerungsbiologischen Forschungsstelle sowie von Hermann Arnold, der deren „erbbiologischen“ und „rassenhygienischen“ Ansatz nach 1945 fortführte, vertreten.[76]

Als Realgeschichte werden diese Konstrukte im wissenschaftlichen Bereich weder diskutiert noch überhaupt rezipiert.

### Mittelalter und Frühe Neuzeit
Das Wort vom „herrenlosen Volk“ als Sammelbezeichnung einer diffusen Population von Gruppen und Individuen ohne Zugehörigkeit zu einem Untertanenverband und daher in zeitweiliger oder dauerhafter Migration ist seit dem Mittelalter geläufig. Seit der frühen Neuzeit gibt es eine deutliche Veränderung der herrschenden Blickweise. In den Schriften der Gelehrten und Gebildeten wie auch in den normativen Äußerungen der Behörden waren die Angehörigen dieser Bevölkerungsgruppen unter Generalverdacht gestellt. Diese Sicht spiegelt sich zum Beispiel wider in den Illustrationen Albrecht Dürers in Sebastian Brants Buch „das Narrenschiff“ von 1494, in Martin Schongauers Kupferstich „Leben auf der Landstraße“ von 1470 sowie der „Liber Vagatorum“ (Untertitel: „Von der falschen Bettler Büberei“), erschienen im Jahre 1510, dessen Urheberschaft ungeklärt ist.

Geschirrhausierer („Mäckes“), Westerwald, 17. Jh.

Unterschieden wurden drei Teilgruppen:
- vagierende „Schnorr-“ bzw. „Betteljuden“
- „Zigeuner“ bzw. – mit einem ebenfalls populären Wort – „Heiden“
- eine sozial, kulturell und ethnisch disparate Bevölkerung von Gruppen und Individuen Marginalisierter, ökonomisch, sozial und rechtlich ausgeschlossen wie die vorher genannten, aber diesen beiden ethnisch klar konturierten Gruppen nicht zugehörig.

Retrospektiv wenden heutige Jenische, aber auch einzelne wissenschaftliche Autoren die Gruppenbezeichnung auf diese letzte der drei Gruppen an. Während manche Jenische damit eine Herleitung und Kontinuitätsbildung im Sinne eines Volkskonzepts verknüpfen, gehen Armuts-, Migrations- und Randgruppenforscher ausnahmslos von einer nichtethnischen, relativ uneinheitlich bleibenden Formierung am gesellschaftlichen Rand aus. Eine genealogisch-empirische Kontinuität der seit der ausgehenden frühen Neuzeit so genannten „jenischen“ Familiengruppen, wie sie mitunter für den Zeitraum seit Beginn der frühen Neuzeit, seit dem Mittelalter oder seit noch weiter zurückliegenden Zeiten behauptet wird, ist spekulativ und unbelegbar.
In Deutschland gab es seit dem Ende des Dreißigjährigen Krieges, vermehrt aber seit etwa der Mitte des 18. Jahrhunderts Domizilierungsangebote der Landesherren kleiner Territorien für Angehörige des nicht in einen Untertanenverband einbezogenen exkludierten Bevölkerungsteils in der Absicht, das Abgabenaufkommen zu erhöhen. So entstanden vor allem im südwestdeutschen Raum und in der Pfalz „Hausierdörfer“ und -wohnplätze. Hier lebten auf landwirtschaftlich meist wenig ergiebigen Böden nebeneinander sowohl Jenische wie auch einzelne Sinti-Familien.

### 19. Jahrhundert
Zu einem zweiten starken Niederlassungsschub führte in den mitteleuropäischen Staaten um die Mitte des 19. Jahrhunderts die Einführung der Freizügigkeit. Hatten die Ortsgemeinden bis dahin durch lokale Vorschriften (Einzugsgeld und andere Abgabenverpflichtungen) den Zuzug regulieren und Unerwünschte, d. h. vor allem Arme, fernhalten können, zwangen zentralstaatliche Vorschriften sie nun, auch diese zu akzeptieren, falls sie entweder im Ort geboren waren oder dort eine bestimmte Zahl von Jahren gemeldet waren.

Jenischer Geschirrhausierer („Mäckes“), Westerwald-Siegerland, Mitte 19. Jh.

Mit dem Niederlassungsrecht ging eine kommunale Versorgungspflicht einher. Gemeinden versuchten sich mit juristischen Mitteln gegen den Zuzug zur Wehr zu setzen, aber es kam auch zu massiven Übergriffen aus der Mehrheitsbevölkerung gegen niederlassungswillige Jenische und Sinti. Da die Ausstellung von Gewerbescheinen in aller Regel an den Nachweis eines festen Aufenthaltsorts gebunden war, ging es für viele „Reisende“ um eine existentielle Frage.
So hatte es im Preußen des 19. Jahrhunderts zunächst ein „Heimatrecht“ qua Geburt gegeben. Am 31. Dezember 1842 wurde es von dem Gesetz über den Unterstützungswohnsitz abgelöst. Es gewährte ein Unterstützungsanrecht aufgrund länger bestehenden Wohnsitzes in einer Gemeinde auch Nichtgemeindebürgern. Am gleichen Tag erging eine Verordnung über die Aufnahme neu anziehender Personen. Alle preußischen Staatsbürger hatten nun alle kommunalen Rechte ungeschmälert dort, wo sie sich eine Wohnung beschafft hatten. Der Aufenthalt durfte ihnen „nicht verweigert oder durch lästige Bedingungen erschwert werden“. Die Reform der Niederlassungsbedingungen bewirkte zum Missfallen der Kommunen die Begründung einer großen Zahl von regulären wie von „wilden“ Wohnplätzen der migrierenden Armut an der Peripherie der Dörfer und Städte. Die rechtlichen Voraussetzungen einer dauerhaften Domizilierung wurden damit entscheidend verbessert. Andererseits entstand ein Konfliktpotential zwischen den Unterbehörden, alteingesessenen Einwohnern und Zuwanderern. Diesen wurde das Leben oft schwer gemacht. Ihre Wohnplätze wurden als „Zigeunerkolonien“ stigmatisiert. Sie selbst waren Anfeindungen bis hin zu physischen Angriffen ausgesetzt. Die Gemeinden waren bestrebt, die Zuzügler wieder loszuwerden. Man bemühte sich, die Häuser aufzukaufen, um sie abzubrechen.
Ganz ähnlich in der Schweiz: in der Bundesverfassung von 1848 wurden Rechtsvorschriften verankert, mit denen der migrierende Bevölkerungsteil domiziliert und die Entstehung neuer „Heimatlosigkeit“ verhindert werden sollten. Dem folgte das Bundesgesetz vom 3. Dezember 1850 „betreffend die Heimatlosigkeit“. Es verpflichtete die Kantone und damit die Unterbehörden zur Aufnahme. Maßgabe dafür waren angenommene oder tatsächliche biografische Bindungen an einen Ort.

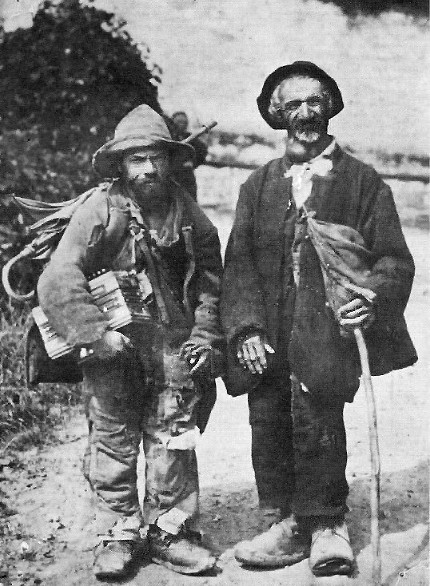
Jenische im Muotathal (Schweiz) um 1890

Die Gemeinden versuchten, die „Heimatlosen“ mit juristischen Mitteln abzuwehren, von denen viele froh waren, endlich über ein Heimatrecht zu verfügen. Es ermöglichte ihnen, sich die für ihre Erwerbsweise entscheidend wichtigen „Heimatscheine“ ausstellen zu lassen. Die Zuweisungen erfolgten weitgehend in arme und entlegene Gebiete, so etwa in die Sumpfgebiete der Linthebene und in Bergdörfer des Kantons Graubünden.
Die strukturellen Veränderungen seit etwa der Mitte des 19. Jahrhunderts, nämlich
- die Möglichkeit und der Zwang zur festen Niederlassung, wie er z. B. mit der allgemeinen Schulpflicht administrativ, aber auch durch polizeiliche Vorschriften und Maßnahmen ausgeübt wurde,
- die Möglichkeit zu industrieller Lohnarbeit,
- die kostengünstigere industrielle Produktion der herkömmlichen Hausierwaren,
- die flächendeckende Entstehung stationärer Vertriebsstellen im Zuge einer wachsenden Kaufkraft der Bevölkerung,
- die Entstehung einer modernen Armenunterstützung, die an ein festes Wohnen und an die Möglichkeit des ständigen administrativen Zugriffs auf die Klienten gebunden war,

Jenisches Musikantenpaar (Westerwald, um 1930)

entzogen zum einen der überkommenen Erwerbs- und Lebensweise die Grundlagen und eröffneten zum anderen den vormaligen Altstoffsammlern, Hausierhändlern, Scherenschleifern, Kesselflickern und Kleinhandwerkern die Möglichkeit, von der labilen Existenzform der Dauermigration in die relative Stabilität einer ortsfesten Existenz zu wechseln, was seit etwa dem letzten Drittel des 19. Jahrhunderts in großer Zahl geschah. Die soziale Marginalisierung war damit jedoch nicht beendet. Die mehrheitsgesellschaftliche Wahrnehmung, die traditionellen antiziganistischen Vorurteilskomplexe gegen „Mäckeser“, „Fecker“ usw. blieben davon unberührt.

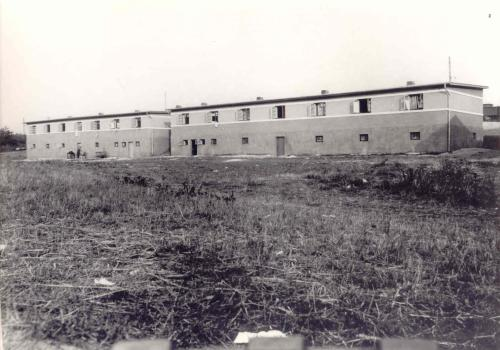
Gießen, Peripheriesiedlung Margaretenhütte, um 1930

Mit dem gemeinsamen Wohnen der Angehörigen exkludierter Gruppen an meist peripheren Wohnplätzen gab es eine vermehrte Annäherung der bis dahin voneinander relativ distanzierten Gruppen der Sinti wie der mehrheitsgesellschaftlichen „Reisenden“ wie der eingesessenen Armut. Das endogame Heiratsmuster innerhalb der jeweiligen Gruppen verlor an Bedeutung. Es entwickelten sich der kulturelle und sprachliche Austausch. Ein gutes Beispiel dafür sind die Jenischen in Gießen, die sich dort im letzten Drittel des 19. Jahrhunderts niederließen. Ihr Idiom hat einen sehr hohen Romanesanteil. Es wird von ihnen als „Manisch“ bezeichnet.
Soweit Jenische noch dauerhaft „reisten“, taten sie es nun möglichst in bis dahin nicht verwendeten Wohnwagen. Eine Kombination unterschiedlicher Handels- und Handwerkstätigkeiten blieb bei begrenzter Anpassung an die veränderten wirtschaftlichen Erfordernisse ihre Lebensgrundlage. Mit Korb- und Siebmachen, Scherenschleifen, Kessel- oder Schirmflicken, mit ambulantem Irdengeschirr- und Porzellanhandel, oft in Verbindung mit dem Altstoffsammeln, behielten sie die traditionelle Erwerbsweise bei.

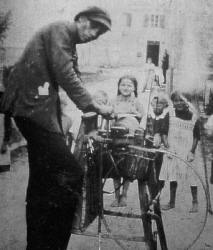
Jenischer Scherenschleifer Lorenz Trapp aus Augsburg, um 1930

### 20. Jahrhundert

#### Verfolgung im Nationalsozialismus
Die seit Mitte der 1930er Jahre von den Nationalsozialisten erheblich verschärften Maßnahmen zur „Bekämpfung der Zigeunerplage“ richteten sich schon vor 1933 nicht nur gegen Roma, sondern zugleich gegen „nach Zigeunerart umherziehende Landfahrer“, womit Jenische und andere „Fahrende“ gemeint waren. Vermehrt wurden nun Wandergewerbescheine verweigert oder Kinder in Fürsorgeerziehung überwiesen. Der „Grundlegende Erlass über die vorbeugende Verbrechensbekämpfung durch die Polizei“ vom 14. Dezember 1937 ermöglichte eine polizeiliche Vorbeugehaft unter anderem gegen „Zigeuner“, aber auch gegen „nach Zigeunerart Umherziehende“. Reichsweite Verhaftungsaktionen der Gestapo im April 1938 (gegen „Gewohnheitsverbrecher“) und der Kripo im Juni 1938 (Aktion „Arbeitsscheu Reich“ gegen „Asoziale“) führten zu Deportationen in die Konzentrationslager Buchenwald, Dachau, Sachsenhausen und Neuengamme. Davon waren neben Sinti, Roma und Juden auch mehrheitsgesellschaftliche, als „deutschblütig“ geltende Randgruppenangehörige betroffen. Sie wurden nicht als solche, sondern unter nationalsozialistischen Gruppenetiketten wie „Arbeitsscheue“, „asoziale Elemente“, „Berufs- und Gewohnheitsverbrecher“ deportiert. Unter ihnen dürften etwa auch Menschen mit einem Selbstverständnis als z. B. Landfahrer, Jenische, Schausteller oder Artisten gewesen sein.
Für die nationalsozialistische „Zigeuner- und Asozialenforschung“, wie sie vor allem durch die 1936 eingerichtete Rassenhygienische und bevölkerungsbiologische Forschungsstelle (RHF) unter ihrem Leiter Robert Ritter betrieben wurde, standen „Zigeuner“ im Mittelpunkt des Interesses. Die Kategorie „Zigeuner“ war ethnisch-rassisch definiert und gegen Angehörige der deutschen „Volksgemeinschaft“ abgegrenzt, an deren sozialen Rand die nationalsozialistische Asozialenforschung unter anderem auch Jenische platzierte.
Soweit sie auch diese für ein neben dem „Zigeunersippenarchiv“ eingeführtes „Landfahrersippenarchiv“ erfasste, kategorisierte sie sie nach erbbiologischen Kriterien als „Nichtzigeuner“. Ritters Einschätzung Jenischer als „minderwertig“ und seine Forderung nach Aussonderung setzte sich auf der Normierungsebene nicht durch. Ihr Fehlen in späteren Normierungen wird als „fraglos[er] … Beleg dafür“ gewertet, „dass es Ritter nicht gelungen ist, die Gesetzgeber davon zu überzeugen, dass die Jenischen eine relevante rassenhygienische Gruppe und Bedrohung darstellen“.
Falls in den von der RHF erfassten Genealogien neben Sinti oder Roma der unterschiedlichen Gruppen auch Angehörige der „deutschen Volksgemeinschaft“ vorkamen, ergab die Rassendiagnose in Verrechnung des „zigeunerischen“ mit dem „deutschen Blutsanteil“ unterschiedliche Abstufungen von „Zigeunermischlingen“. Gleichgültig war dabei, welcher Kategorie von „Deutschen“ die „deutschen Blutsanteile“ zuzuordnen waren. Das „Blut“ von Jenischen oder anderen Fahrenden hatte in dieser Sichtweise einen gleich hohen Wert wie das jeder anderen Gruppe von „Deutschen“: je „deutschblütiger“, desto geschützter ein „Mischling“, bis hin zum „Geltungs-Nichtzigeuner“ mit „vorwiegend deutschem Blutsanteil“.
Anders als bei der jüdischen Minderheit mit „Volljuden“ als Trägern höchsten Risikos galten der nationalsozialistischen Zigeunerforschung „Mischlinge“ als besonders gefährliche Krankheitserreger am „deutschen Volkskörper“.
Die Unterscheidung zwischen „Zigeunern“ (mit der Untergruppe der „Zigeunermischlinge“) und „Nichtzigeunern“ und damit die ersatzlose Aufgabe der Kategorie der „nach Zigeunerart Umherziehenden“ hatte weitreichende Folgen:
- „Nach Zigeunerart umherziehende“ Jenische und andere Fahrende bildeten keine Fallgruppe bei der Deportation von mehr als 2500 Angehörigen von „Zigeuner“-Familien ins Generalgouvernement im Mai 1940. Es gab zu keinem Zeitpunkt Gruppendeportationen von jenischen Familien, wie sie für die Minderheit der europäischen Sinti, Roma und die jüdische Minderheit typisch waren.
- Erst nach dem Abschluss des „Zigeunersippenarchivs“ – die rassische Einstufung als Voraussetzung für die Vernichtungsdeportationen war jetzt gegeben – begann die RHF jenische Familien und die Familien anderer „fahrender“ Nicht-Roma in einem „Landfahrersippenarchiv“ zu erfassen. Es kam über begrenzte regionale Anfänge nicht hinaus.[86]
- Jenische bildeten keine Fallgruppe im Auschwitz-Erlass vom 16. Dezember 1942 bzw. in dessen Ausführungsbestimmungen vom 29. Januar 1943.
- Die Namen jenischer Familienverbände kommen, soweit erkennbar, im „Hauptbuch“ des „Zigeunerlagers“ in Auschwitz-Birkenau, das ein Namensverzeichnis der mitteleuropäischen Sinti und Roma ist, nicht vor.[87]

Auf der empirischen Ebene ist in diesem Zusammenhang Folgendes zu berücksichtigen:
- Deportation am 22. Mai 1940 ins Generalgouvernement: 22 der von den südwestdeutschen Unterbehörden als „Zigeuner“ Betrachteten wurde nach ihrer Festnahme von der RHF als „Nicht-Zigeuner“ eingestuft und wieder entlassen. Mindestens fünf Jenische und ihre Angehörigen, die alle später von der RHF als „Nichtzigeuner“ gewertet wurden, wurden im Bereich der Kripoleitstelle Köln dagegen von Unterbehörden benannt und deportiert.[88]
- Deportation am 19. Mai 1944 aus den Niederlanden nach Auschwitz-Birkenau: 279 als „woonwagenbewoners“ von Roma Unterschiedene, die einzelne Unterbehörden auf die Transportliste gesetzt hatten, wurden als „arische Asoziale“ wieder entlassen.[89]
- In Tirol forderten Unterbehörden die Erfassung sowohl von „Zigeunern“ als auch von „nach Zigeunerart Umherziehenden“. Da Jenische nach dem NS-Rasse-Konzept als „deutschblütig“ nicht zur ersten Gruppe gerechnet wurden, treten sie in den Erfassungslisten des Gaus Tirol-Vorarlberg entgegen dem unterbehördlichen Bemühen nicht auf.[90]
- Nach Gründung des Zwangslagers Berlin-Marzahn 1936 wurden zunächst auch Familien, die „rassisch nicht zu den Zigeunern“ (Behördenfeststellung 1936) gehörten, dort interniert, da sie wie ein Teil der Berliner Sinti-Familien in Wohnwagen lebten. Ihnen wurde auf Antrag der Rückzug aus dem Lager gestattet. Die Marzahn-Historikerin Patricia Pientka geht davon aus, „dass Personen, die als ‚nach Zigeunerart umherziehend‘ galten, grundsätzlich – abgesehen von der Anfangsphase des Lagers – nicht dort festgehalten wurden.“[91]
- Guenter Lewy untersuchte quellenbasiert die Verfolgung der Sinti und Roma und fragte auch nach der Verfolgungsgeschichte der Jenischen. „In den Akten“ bemerkte er nur einen möglichen Fall der KZ-Deportation, den „von Korseda M., die einer Familie von ‚nach Zigeunerart umherziehenden Personen‘ angehört haben soll und als ‚asozial‘ galt. Sie wurde im Juni 1939 ins KZ Ravensbrück eingewiesen und von dort im März 1942 ins Frauenlager von Auschwitz verlegt.“[92]
- Die Annahme, dass sich unter den vom Auschwitz-Erlass betroffenen „Zigeunermischlingen“ über mögliche Einzelfälle hinaus Menschen befanden, die sich als Jenische verstanden, scheint nahezuliegen, ist aber ohne Beleg. Ob ein Teil der als „Mischlinge“ Begutachteten und später Deportierten sich selbst als Jenische definierte, geht weder aus staatlichen Dokumenten hervor noch ist es Selbstaussagen (z. B. den nicht seltenen Beschwerden gegen die RHF-Begutachtungen) zu entnehmen.

Eine Gleichsetzung der Verfolgungsgeschichte der Jenischen mit der der europäischen Sinti und Roma gibt es in der Forschung nicht. Die Annahme, dass es eine umfassende und auf Vernichtung zielende Verfolgung dieser Gruppe und anderer Nichtroma-Fahrender gegeben hat, wird dort nicht vertreten. Zwar ist der Forschungsstand unzureichend, stichhaltige Anhaltspunkte aber für eine derartige These sind nicht zu erkennen. Dass die Gruppe der Jenischen als „Zigeuner“ verfolgt worden sei, ist angesichts des rassistischen Selbstverständnisses der nationalsozialistischen Zigeunerforschung und der Zielsetzungen der NS-Zigeunerverfolgung unzutreffend.
Der Text für das Berliner Denkmal für die im Nationalsozialismus ermordeten Sinti und Roma spricht auch Jenische an. Formuliert von Fachhistorikern des Instituts für Zeitgeschichte in München und des NS-Dokumentationszentrums in Köln, beschränkt der Text sich auf die Feststellung, dass „auch Angehörige der eigenständigen Opfergruppe der Jenischen und andere Fahrende“ „von Verfolgungsmaßnahmen betroffen“ gewesen seien. In einer „Entschließung“ befürwortete der Bundesrat diesen Text, weil er den divergierenden Anliegen der beiden beteiligten Sinti-und-Roma-Opferverbände „in größtmöglicher Weise“ Rechnung trage. In einer Begründung ging der Autor der Entschließungsvorlage davon aus, auch Jenische hätten „als rassistisch [so!] minderwertige 'Zigeuner' … vollständig vernichtet werden“ sollen. Diese Annahme, die wie bei Antragsbegründungen üblich nicht beschlossen wurde, teilten die Zeithistoriker ebenso wie der Bundesrat ausdrücklich nicht.
Am 27. Januar 2014 wurde in der baden-württembergischen Gemeinde Fichtenau ein Gedenkstein für jenische Opfer des Nationalsozialismus aus der Gemeinde eingeweiht. Der Landtag von Baden-Württemberg publizierte die Gedenkreden sowie Fotos des Ereignisses.
Zahlen über die Verfolgung von Jenischen im Dritten Reich lassen sich bislang nicht auch nur grob schätzen.
Zu den wenigen bislang bekannten Einzelfällen gehört der Krefelder Paul Prison. Durch die Setzung eines „Stolpersteins“ in seiner Heimatstadt und die damit einhergehenden Recherchen ist bekannt, dass er nach dem „Gesetz zur Verhütung erbkranken Nachwuchses“ zwangssterilisiert und im Sommer 1938 verhaftet wurde. In der Häftlingskategorie „asozial“ wurde er zunächst in Buchenwald und dann in Groß-Rosen inhaftiert, wo er 1942 starb.
Den nationalsozialistischen Krankenmorden (Euthanasie) fiel als angeblicher „Psychopath“ der 14-jährige Ernst Lossa 1944 in der Heil- und Pflegeanstalt Irsee zum Opfer.
Eine Schweizer Publikation nennt Georg Zepf, der im Zuge der Aktion „Arbeitsscheu Reich“ im Sommer 1938 in Dachau inhaftiert wurde. 1944 wurde er als Häftling des KZ Mauthausen bei einem Einsatz im Außenkommando Wien-West „auf der Flucht erschossen“.

#### Kontinuitäten über 1945 hinaus
Marginalisierung, Diskriminierung und manche Formen der Verfolgung wurden mindestens in Westdeutschland trotz der Erfahrungen mit der nationalsozialistischen Rassenhygiene und in der Schweiz fortgeführt. Das antiziganistische Stereotyp von den „sog. Zigeunerverbrechen“, die von „[Zigeuner]mischlingen und Jenischen“ begangen würden, und eine eigentümliche „Kriminalität“ und „Asozialität“, die mit der Zahl der jenischen Vorfahren ansteige blieb über den Untergang des NS-Regimes hinaus vital. Ihr führender westdeutscher Protagonist im Forschungsdiskurs war der Rassenhygieniker und Tsiganologe Hermann Arnold. Soziale und ökonomische Ausgrenzung fand weiterhin massiv statt. Sie entsprach dem Umgang mit den Sinti und Roma, die den Nationalsozialismus überlebt hatten. In der Schweiz blieb – wie im folgenden Abschnitt ausführlich dargestellt – die zwangsweise Umsetzung von jenischen Kindern in mehrheitsgesellschaftliche Familien weiterhin Programm des „Hilfswerks für Kinder der Landstrasse“.
In der Schweiz wurden insbesondere an der Kantonalen Psychiatrischen Klinik Waldhaus in Chur durch Josef Jörger, Johann Benedikt Jörger, Gottlob Pflugfelder und Benedikt Fontana rassentheoretische Forschung zu den Jenischen durchgeführt.

#### Kindesentziehungen in der Schweiz
In der Schweiz wurden von den 1920er bis in die 1970er Jahre hinein Kindesentziehungen, wie sie bis dahin üblicherweise von den mittleren und unteren Verwaltungsinstanzen gegen randständige Familien praktiziert wurden, im Fall der Kinder aus nicht ortsfest lebenden Familien zentralisiert und systematisiert. Unter dem Dach der halbstaatlichen Stiftung Pro Juventute entstand ein „Hilfswerk Kinder der Landstrasse“. Ziel war nicht nur, Kinder aus einem, wie es hieß, „schädlichen Milieu“ zu entfernen und „rechtschaffenen Pflegeeltern oder gut geleiteten Anstalten“ zuzuführen. Das Hilfswerk betrieb die Kindesentziehungen zugleich „als Mittel für aus ihrer Sicht übergeordnete gesellschafts- und ordnungspolitische Zwecke“. „Durch geeignete Placierungs- und Erziehungsmassnahmen“ sollte die „Sesshaftmachung der Kinder fahrender Familien“ bewirkt werden, um so „das Übel der Vagantität … zu überwinden.“ „Wer die Landfahrerei wirksam bekämpfen will, muss versuchen, die Gemeinschaft der Fahrenden zu sprengen. Auch wenn das hart klingen mag – er muss der familiären Gemeinschaft ein Ende setzen. Eine andere Lösung gibt es nicht“, schrieb Dr. Alfred Siegfried, der das „Hilfswerk“ von der Gründung 1926 bis zu seiner Pensionierung 1959 leitete. Sowohl in den streng geführten und häufig religiös ausgerichteten Heimen als auch in den Pflegefamilien waren die Kinder häufig Misshandlungen und wirtschaftlicher Ausbeutung ausgesetzt. Anders scheint sich die Situation bei Adoptionen darzustellen, die der Leiter des Hilfswerks allerdings mutmaßlich wegen des damit einhergehenden Kontrollverlusts eher vermied. Die Schweizer Jenischen waren die Hauptbetroffenen der Bekämpfung der „Vagantität“ durch Kindesentziehungen.
Nach der Aufdeckung der Praktiken des Hilfswerks in den 1970er Jahren kam es seit den 1980er Jahren unter dem Druck von Bürgerrechtsbewegung, „fahrenden“ Selbstorganisationen und durch eine intensive Öffentlichkeitsarbeit zu Entschädigungszahlungen aus teils staatlichen, teils privaten Mitteln. An die einzelnen Opfer wurden in der Folge Entschädigungen in der Höhe von einigen Tausend, höchstens aber von 20.000 Franken gezahlt.
Sowohl in Deutschland als auch in Österreich ist die Öffentlichkeit seit einigen Jahren mit der Thematik der Heimkinder aus „sozial schwachen“ Familien konfrontiert. Es ist davon auszugehen, dass es Überschneidungen mit der Geschichte der Opfer des Schweizer Hilfswerks gibt.

### Staatliche Verfolgung und ihre strafrechtliche Bewertung
In der Schweizer Gesellschaft beendete seit den 1970er Jahren die kritische Auseinandersetzung mit der Verfolgung Jenischer durch das „Hilfswerk Kinder der Landstrasse“ die Kindswegnahmen. Sie führte zur Konstituierung einer von „Fahrenden“ und mehrheitsgesellschaftlichen Unterstützern getragenen sozialen Bewegung, die ein generelles Ende diskriminierender Praktiken, Schutzrechte, materielle Entschädigung und die strafrechtliche Ahndung des Unrechts an „Fahrenden“ einforderte.
Ganz ähnlich, wenngleich etwa drei Jahrzehnte später und ohne die breite gesellschaftliche Diskussion und die Unterstützung durch eine Bürgerrechtsbewegung wie in der Schweiz, verwiesen deutsche Jenische mit vergleichbaren Forderungen auf eine Verfolgung ihrer Gruppe im Nationalsozialismus.
In den Mittelpunkt stellen jenische Interessenvertretungen heute die Frage des Völkermords. Sie beziehen sich dabei auf Artikel II (e) der UNO-Konvention über die Verhütung und Bestrafung des Völkermords und auf die von dort in das nationale Strafrecht übernommenen Normierungen.
Die UNO-Konvention von 1948 qualifiziert die gewaltsame Überführung von Kindern einer „nationalen, ethnischen, rassischen oder religiösen Gruppe“ in eine andere Gruppe in der Absicht, sie ganz oder teilweise zu zerstören, als „Völkermord“ und damit als „Verbrechen gemäß internationalem Recht“. Das deutsche Strafrecht sanktionierte im § 220a StGB, der seit 2002 mit dem Gesetz zur Einführung des Völkerstrafgesetzbuches (VStGB) aufgehoben ist, die vorsätzliche Zerstörung einer „nationale(n), rassische(n), religiöse(n) oder durch ihr Volkstum bestimmte(n) Gruppe“ ebenso als „Völkermord“ wie das schweizerische Strafrecht im Art. 264 StGB mit Blick auf „eine durch ihre Staatsangehörigkeit, Rasse, Religion oder ethnische Zugehörigkeit gekennzeichnete Gruppe“. Artikel II (d) der UNO-Konvention ächtet ferner die Verhängung von Maßnahmen, die auf die Geburtenverhinderung innerhalb solcher Gruppen gerichtet sind. Auch hier folgt das nationale Strafrecht jeweils der Konvention. Einzelne Juristen betrachten den Tatbestand des Völkermords an den Schweizer Fahrenden als durch das „Hilfswerk Kinder der Landstrasse“ und seine staatlichen Auftraggeber erfüllt. Es handle sich zudem um ein Verbrechen, das nicht verjähre. Eine Strafverfolgung hat es bis heute nicht gegeben.
Kernpunkt der Debatte ist die Frage, ob Jenische einer der genannten Gruppen zuzurechnen seien, was in Rechtsprechung, Politik, Gesellschaft und Forschung ganz überwiegend verneint wird.
Interessenvertretungen in Deutschland, Österreich und der Schweiz beschreiben ihre Gruppe seit einiger Zeit als ein „Volk“ bzw. als eine „Volksgruppe“ und parallelisieren deren Geschichte im Nationalsozialismus mit dem Schicksal der Roma und Sinti. „In welchem Ausmaß die Entscheidung der Vereine, die Gruppe zu ethnisieren, bei der Basis Zustimmung findet, ist unbekannt.“ Die mythisch begründeten Volkskonstrukte nehmen „vor allem die sesshaft gewordenen Jenischen“ „skeptisch bis wenig ernsthaft“ auf. „Sie sehen ihre Wurzeln mehrheitlich in den nichtsesshaften Bevölkerungsgruppen des 18. und 19. Jahrhunderts.“
Politik und Forschung unterstützten die Vereine bei ihrem Bemühen um kollektiven Einbezug in die Kategorie der Opfer der nationalsozialistischen Vernichtungspolitik bislang nicht. Der Versuch, diese Position im Diskurs um ein Mahnmal für die ermordeten Roma und Sinti mehrheitsfähig zu machen und in den Mahnmaltext einzubringen, war nicht erfolgreich.

## Kunst und Kultur

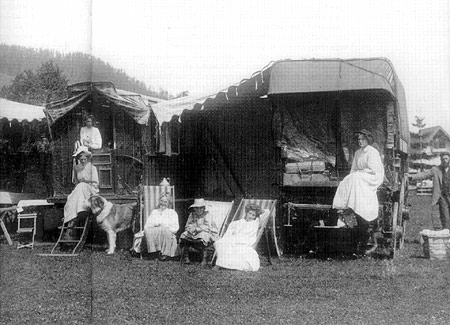
Jenische, um 1900

### Zirkus, Schaustellerei
Bis heute finden sich Menschen mit jenischem Selbstverständnis oder jenischer Herkunft auf allen Ebenen des Zirkus- und Schaustellermilieus. Sie grenzen sich dort von den als „Privaten“ bezeichneten Geschäftsinhabern aus der Mehrheitsbevölkerung ab. Das im Milieu gesprochene Idiom ist sowohl vom Jenischen wie vom Romanes geprägt. Es ist eine berufsfeldtypische Variante des Jenischen.

### Musik

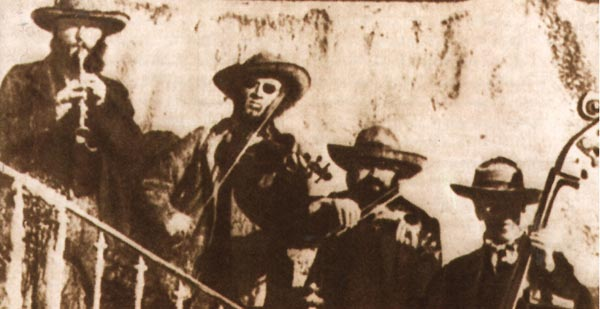
Fränzli Waser (2. v. l.)

In alemannisch-bayrischen Gebieten sind jenische Löffel- und Handorgelspieler regionale Berühmtheiten. Der blinde Geiger Fränzli Waser prägte einen eigenen Stil und eine Besetzung der schweizerischen Volksmusik, die heute unter dem Namen Fränzli-Musik meist als bündnerische Spezialität wahrgenommen wird.
1978 wurde von der Gruppe HölzerLips das Album Jenischer Schall aufgenommen. Viele der Lieder enthalten Formulierungen im jenischen Idiom. Die Produktion ist Zeugnis einer Wertschätzung jenischer Kultur durch Menschen aus der Mehrheitsbevölkerung, die in den 1970er Jahren im Umfeld der Hippie-Bewegung als eine Art Zigeuner-Kultur wahrgenommen wurde. Man fühlte sich ihr in gewisser Weise verbunden und wandte romantisierende „Zigeuner“-Klischees auf sie an.

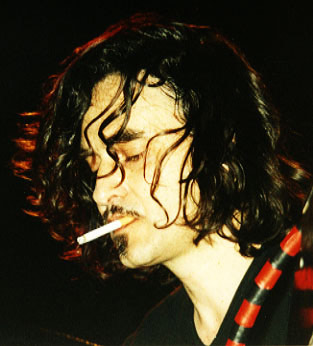
Stephan Eicher, München, Muffathalle, 2002

Als „jenischen Rock-Chansonnier“ bezeichnen jenische Selbstorganisationen den vor allem in Frankreich bekannten Musiker Stephan Eicher. Eicher selbst sieht sich nur als „petit-fils d’un Jenisch“. Der „Zigeuner-Rockpoet“ Eicher, so die Schweizer Weltwoche, sei die Erfindung eines Kulturmanagers und Musikpromoters, der einen tabuisierten jenischen Großvater von Eicher entdeckt habe („Stephan, du bist ab jetzt ein Zigeuner.“).
Eine aktuelle luxemburgische Gruppe ist das Duo „D’Lompekréimer“ (Lumpenkrämer), mit Pit Vinandy und Oliver Kayser. Die Texte sind in Jenisch, Luxemburgisch, Deutsch, Französisch und Englisch.
Siehe auch
- Das Schwyzerörgeli bei den Jenischen
- Die Jenischen und der Ländler

### Kunsthandwerk
Manche Jenische beweisen nicht nur handwerkliches Geschick bei der Herstellung von Korbwaren oder Schnitzereien, sondern stellen kunsthandwerklich bemerkenswerte geflochtene Stühle, Bugholz- und Rattanmöbel her. Ihre Produkte bieten sie an hervorgehobenen Punkten an den Straßen, auf Märkten und mit abnehmender Häufigkeit als Hausierware an.
Nach wie vor betätigen sich Jenische bis heute als Korb- oder Stuhlflechter, zu bemerken ist allerdings gerade beim Angebot des Straßenhandels der Übergang zu angekauften Korbwaren und vermehrt zu großformatigen bunten Plastikfiguren.
Jenische in Frankreich und den Benelux-Staaten stellen auch künstlerische Zinn- und Kupferwaren her.
Das Museum der Kulturen Basel besitzt eine umfangreiche Sammlung jenischer Kunsthandwerksarbeiten, die vor allem auf die intensive Zusammenarbeit des Museums mit Engelbert Wittich zurückgeht, in der permanenten Ausstellung jedoch nicht zu sehen ist.

### Bildende Kunst
Der Schweizer Walter Wegmüller (* 1937; † 2020) war ein Heim- und Verdingkind aus der „Aktion Kinder der Landstrasse“. Ob er sich als jenisch oder als Rom oder als beides betrachtete, muss offenbleiben. In der Zeitschrift der Radgenossenschaft wird er als „ein Rom-Kind aus dem Stamm der Kalderasch“ beschrieben.
Bekannt wurde er vor allem durch seine Tarotkarten. Er war aber neben seinem malerischen Werk auch plastisch tätig, wirkte an mehreren Filmen mit, gestaltete eine Swatch-Uhr (Oracolo) usw. 1972/73 machte er auch einen „Ausflug“ in die Musik: The 7up-Sessions mit Timothy Leary, Sergius Golowin und Brian Barrit und veröffentlichte die LP TAROT, kosmische Musik mit Klaus Schulze, Walter Westrupp und vielen anderen. Er war Mitglied der Künstlergruppen „Farnsburggruppe“ und „visarte“. In den 1970er Jahren war er Mitbegründer, Aktivist und zeitweiliger Präsident der Radgenossenschaft der Landstrasse, Dachorganisation der Schweizer Jenischen und Roma. 2007 nahm er an einer Tagung jenischer Kulturschaffender des Vereins schäft qwant teil.
Martin Schauer (* 1981) ist ein jenischer Künstler aus Innsbruck. Er lebt als freischaffender Künstler und arbeitet in den Techniken Acryl, Aquarell, Buntstifte und Mischtechniken auf Papier beziehungsweise Leinwand.
Der Schweizer Ernst Spichiger (* 1951; † 2020) fand als Opfer von Kinder der Landstrasse erst spät den Weg zu seiner Verwandtschaft und Abstammung. Seine Bilder, meist Öl auf Leinwand, zum Teil auch Collagetechniken, zeigen einerseits die Landschaften seines Lebens, andererseits oft aber auch die thematische Verarbeitung seiner Abstammung und des Umgangs der Gesellschaft mit seiner Minderheit. Er war Präsident des Vereins Schinagl und lebte als reisender Künstler im Wohnwagen.
Unter dem Namen Luis (Luis Lucke, * 1956) wird auf den Webseiten des Jenischen Kulturverbandes Österreich ein weiterer jenischer Künstler vorgestellt. Er wurde als 14. Kind in eine jenische Großfamilie hineingeboren. Sein Vater war schon als Regionalkünstler in Tirol und Umgebung tätig und bekannt. Luis wurde im Alter von etwa sechs Jahren in ein Erziehungsheim verschleppt. Dort wurde er schwer misshandelt. In Frankreich (Lyon) konnte er seine Techniken perfektionieren. 

### Jenische Sprache und Literatur
Das Jenisch ist keine voll ausgebaute Sprache, sondern besteht aus einem semantisch abweichenden, nicht sehr umfangreichen separaten Teilwortbestand des Deutschen bzw. in Frankreich auch des Französischen unter Einschluss zahlreicher Entlehnungen aus anderen Sprachen. Der Hauptwortbestand, Grammatik, Syntax und Lautung folgen der umgebenden Mehrheitssprache (z. B. Deutsch, auch in dialektaler Ausprägung, Französisch usw.). Die kommunikativen Möglichkeiten sind daher begrenzt. Es ist nicht möglich, umfangreiche und komplexe Sachverhalte in ausführlichen Texten allein aufs Jenische gestützt darzustellen. Demzufolge veröffentlichen Autoren mit jenischem Selbstverständnis in der Sprache der Mehrheitsgesellschaft. Die seltenen literarischen Texte jenischer Sprache beschränken sich auf Kleinformen.
In der deutsch-luxemburgischen Eifel veröffentlichte der regional bekannte Mundart-Dichter und Jenischer Peter Zirbes (1825–1901) Gedichte und Geschichten.
In Deutschland veröffentlichte Engelbert Wittich (1878–1937) Folkloristisches und Kulturgeschichtliches über Sinti und Jenische. Er publizierte auch Gedichte und Lieder auf Jenisch.
Der schweizerische Jenische Albert Minder (1879–1965) publizierte 1948 die „Korber-Chronik“, eine Art Sittengemälde der Jenischen in der Schweiz des 19. und beginnenden 20. Jahrhunderts.
Die schweizerische Jenische Mariella Mehr (1947–2022) wurde durch ihre Schriften über ihre Vergangenheit als Opfer des Hilfswerks Kinder der Landstrasse international bekannt. Sie sah sich weniger als Schweizer als vielmehr als Roma-Schriftstellerin. Sie publizierte auf Deutsch und gelegentlich in Romanes und war Mitglied der International Romani Writers (IRWA), deren Vizepräsidentin sie zeitweise war. Für ihre schriftstellerische Leistung wie für ihr minderheitspolitisches Engagement erhielt sie 1998 die Ehrendoktorwürde der Universität Basel.
Der österreichische Jenische Romed Mungenast (1953–2006) publizierte in Deutsch und Jenisch vor allem Kurztexte und Gedichte.
Die österreichische Jenische Simone Schönett (* 1972) verarbeitete in ihrem Roman „Im Moos“ ihre Kindheit in Österreich. Im Roman „Andere Akkorde“ befasst sie sich literarisch mit der Perspektive des Zusammenschlusses der verschiedenen Volksgruppen auf europäischer Ebene.
Der schweizerische Jenische Peter Paul Moser (1926–2003) veröffentlichte im Eigenverlag eine dreibändige Autobiographie mit vielen Reprints von Dokumenten aus seiner Akte als Opfer des Hilfswerks Kinder der Landstrasse.
Der schweizerische Jenische Venanz Nobel (* 1956) publiziert in deutscher Sprache Zeitungsartikel und Buchbeiträge über die Geschichte der Jenischen und jenisches Leben heute.
Die Deutsche Helga Röder (* 1929) schrieb zwei dokumentarisch-biographische Romane.
Die Schweizerin Isabella Huser (* 1958) mit jenischen Vorfahren schrieb zwei Romane, die sich mit der Familiengeschichte auseinandersetzen.
Der Schweizer Aktivist der jenischen Radgenossenschaft Willi Wottreng (* 1948) ist Verfasser einer „grossen Erzählung“, von der die Zeitschrift „Scharotl“ schreibt, sie sei „erfüllt von jenischem Geist und spiegelt unsere Kultur“.

### Alltagskultur

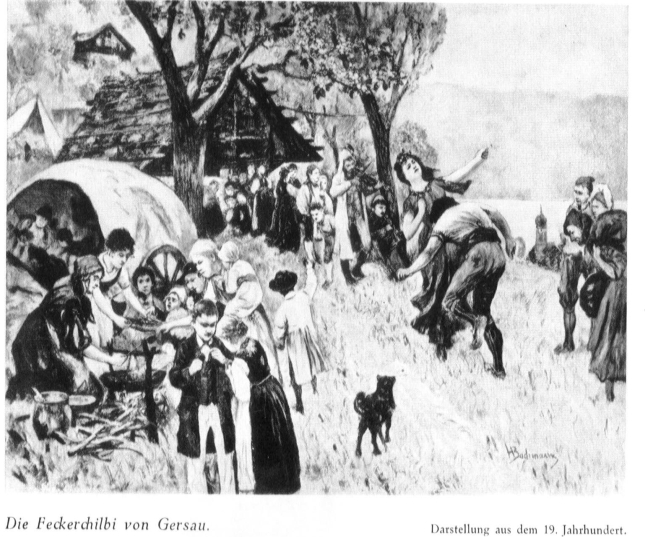
Feckerchilbi im 19. Jahrhundert

Von 1722 bis 1817 gab es in Gersau am Vierwaldstättersee – bis 1798 selbständige Republik – eine alljährliche „Feckerchilbi“. Sie wurde wesentlich von sogenannten „Fahrenden“, womit Jenische, Manouches, Sinti und Roma gemeint waren, geprägt.  1832 wurde die Gersauer Feckerchilbi verboten. 1982 wurde der alte Anlass im Rahmen der 600-Jahr-Feiern der Republik Gersau wiederbelebt. Seither gab es in unregelmäßigen Abständen wieder „Feckerchilben“. Mit der Beteiligung von Jenischen und Sinti war dieser Gersauer Jahrmarkt ein gesuchter touristischer Anziehungspunkt und zugleich ein wichtiger Ort minderheitlicher Kommunikation und Selbstbestätigung.
Nach längerer Pause begann die Radgenossenschaft im Oktober 2009, die Feckerchilbi jeweils im Herbst in Brienz durchzuführen. Seit 2013 findet die Feckerchilbi in unregelmäßigen Abständen und an wechselnden Orten statt, so 2013 in Zürich, 2016 in Bern und 2018 in Fribourg.
Andere öffentliche Anlässe der Schweizer Jenischen sind religiös geprägt wie die seit 1999 im Juli stattfindende Wallfahrt zur Schwarzen Madonna im Kloster Einsiedeln (Kanton Schwyz) oder die Wallfahrt nach Notre-Dame-des-Marches in Broc FR, an denen bis zu mehreren hundert Jenische teilnehmen. Regelmäßig fahren auch Schweizer Jenische im Mai nach Saintes-Maries-de-la-Mer zur Wallfahrt zu Ehren der Schutzheiligen Sarah, ein Brauch, der offenbar von Roma übernommen wurde.
Freikirchliche Schweizer Jenische haben ebenfalls regelmäßig größere Treffen.
Jenische sind, ohne als solche besonders wahrgenommen zu werden, regelmäßig als Marktbeschicker und Schausteller tätig. Über Treffpunkte und -anlässe herausragender Bedeutung wie in der Schweiz ist aus anderen west- und mitteleuropäischen Ländern nichts bekannt.

### Sport

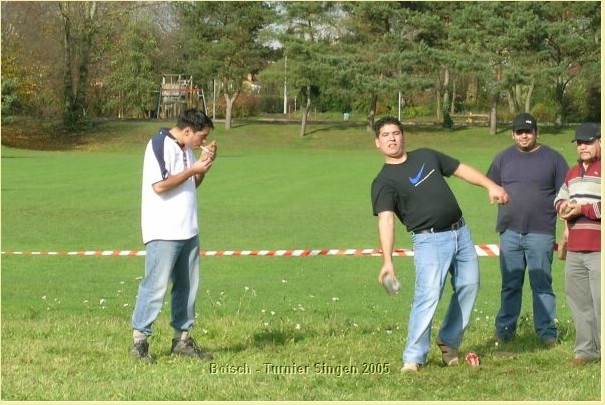
Bootsch-Turnier 2005 in Singen

In Ichenhausen (Bayern) gibt es seit 1980 einen Fußballverein mit jenischem Selbstverständnis. Es ist der mit Abstand älteste Zusammenschluss von Jenischen in Deutschland.
Das Bootschen (Botschen) – im italienisch- bzw. französischsprachigen Raum als Boccia bzw. als Boule/Pétanque bekannt – ist ein auch bei Jenischen beliebtes Spiel. Um es spielen zu können, bedürfen Jenische nicht der üblichen Ausstattung mit Kugeln und eines abgemessenen Spielraums. Es genügen Feldsteine und freies Gelände. Im Zusammenhang der Belebung und Entwicklung eigentümlicher gruppentypischer Sozialpraktiken wird Bootschen von Jenischen als „ein traditionelles jenisches Spiel“ beschrieben und ist seit einigen Jahren gelegentlich Gegenstand von Turnieren. Dafür, dass es sich um ein altes europäisches Spiel handelt, spricht die weite europäische Verbreitung. Im deutschen Sprachraum findet sich bis heute das Wort „Botschen“ als Dialektrelikt im Riograndenser Hunsrückisch. Im Grimmschen Wörterbuch erinnert die „Botzkugel“ an das alte Spiel.

## Abgrenzungen und Gemeinsamkeiten
Da Marginalisierungs- und Exklusionsprozesse und deren Verfestigung keine ethnische oder territoriale Besonderheit, sondern universal und überzeitlich sind, gab und gibt es soziokulturell ähnliche Gruppen auch anderswo, so etwa die Burakumin in Japan, die Pavee in den angelsächsischen Ländern, die Quinqui in Spanien, die Sarmastaari in Baluchistan oder die Gadawan Kura („Hyänen-Menschen“), die als Schausteller, Gaukler und Wunderheiler durch Nigeria ziehen.
Gegenüber Roma vertreten jenische Familien traditionell eine strenge Abgrenzung bis hin zum erklärten Heiratsverbot, die sich unter den Bedingungen des gemeinsamen Lebens in sozialen Brennpunkten aber inzwischen „teilweise“ gelockert habe, wie ein Verfasser bereits Ende der 1970er Jahre meinte.
Eine nicht weniger strikte Abgrenzung bis hin zum Ausschluss aus der Gemeinschaft bei Regelverletzung praktizieren umgekehrt zumindest Sinti (Manouches) gegenüber Jenischen. Sie brächten, heißt es, häufig Jenischen gegenüber „eine deutliche Verachtung zum Ausdruck“. Nichtjenische Frauen aus der Mehrheitsgesellschaft demgegenüber seien – so eine Untersuchung aus den 1960er Jahren – begehrte Heiratspartnerinnen.
Auf internationaler politischer Ebene werden die Nichtroma-Gruppen, denen eine „fahrende“ Vergangenheit und/oder Gegenwart zugeschrieben wird, in Europa oft zusammenfassend als „Travellers“ bezeichnet.

## Selbstorganisation

### Zusammenschlüsse, Geschichte

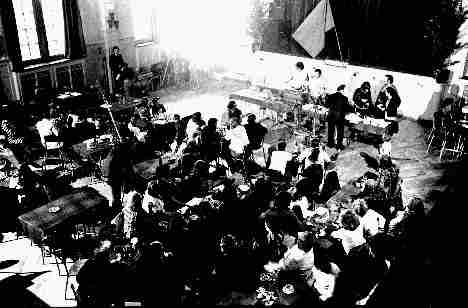
Gründungsversammlung der Radgenossenschaft, Bern 1975.

Nach den öffentlichen Protesten gegen das Hilfswerk Kinder der Landstrasse entstanden in der Schweiz mit der Entstehung einer sozialen und bürgerrechtlichen Bewegung erste jenische Organisationen.

#### Radgenossenschaft der Landstrasse
Die Radgenossenschaft der Landstrasse wurde 1975 gegründet. In den Anfangszeiten firmierte sie als „Interessengemeinschaft des Fahrenden Volkes in der Schweiz“. Ein gemeinsames Selbstverständnis als „fahrende“ Gruppen einigte lange die Gruppenvertreter der Jenischen, Sinti und Roma in der „Radgenossenschaft“.

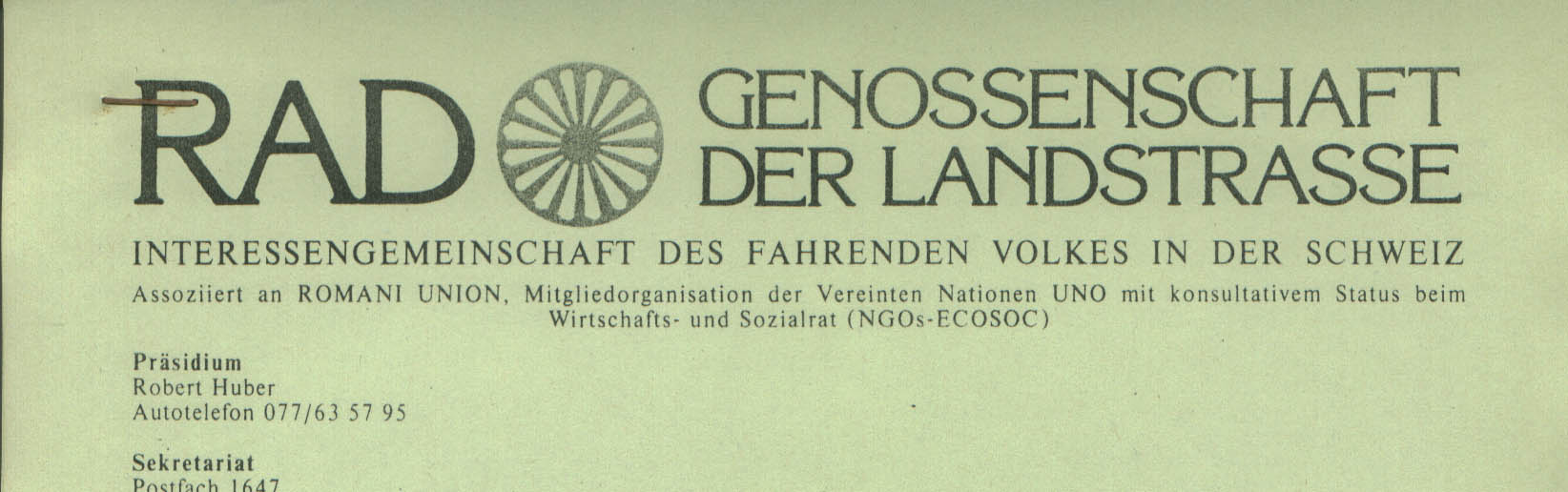
Selbstbeschreibung, 1991

 In weiter soziografischer Definition bezeichnete sie sich als Gesamtvertretung der „Zigeuner“ und beschrieb Jenische als einen „Stamm der Roma“ und als aus Indien zugewandert. „Die Zigeuner bilden eine gemischte Gemeinschaft von Sinti, Romani und Jenischen, zusammengeschweisst durch ihr Schicksal, durch Verfolgung und Misstrauen der sesshaften Umwelt“ (Radgenossenschaft, 1992). 1979 trat die Radgenossenschaft der International Romani Union (IRU) bei.

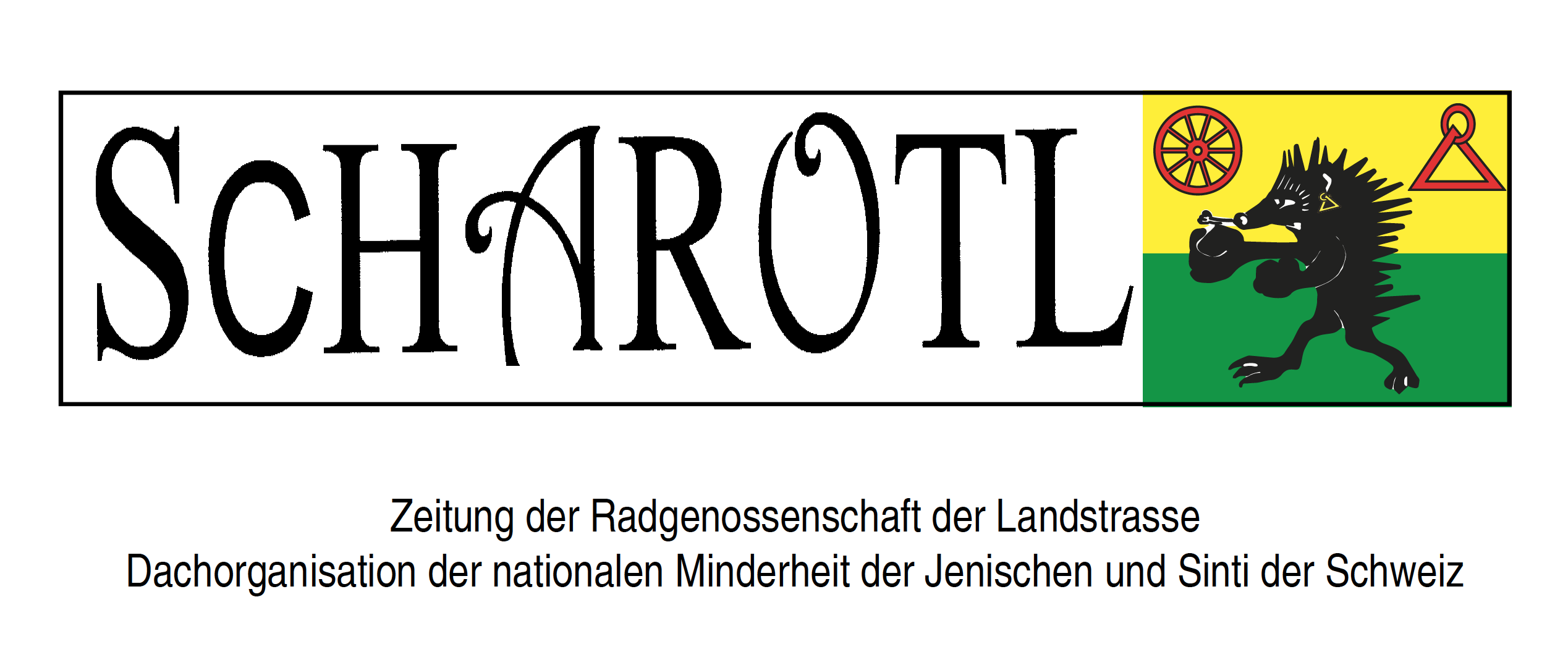
Selbstbeschreibung, Dezember 2016

Gleichzeitig grenzte sich damit – wie auch andere jenische Zusammenschlüsse – von der Roma-Minderheit ab. Man postulierte die Existenz eines „jenischen Volks“ und erklärte, dass es mit dem „fahrenden Volk“ weitgehend identisch sei, da es in der Schweiz wenig Sinti gebe. Die wenigen Sinti würden „reisen“, und sie seien meist „mit Jenischen verwandt“. Die Eigenschaft „jenisch“ gilt gemäß einer Darstellung von 1992 nicht als von außen oder selbst zugeschrieben, sie wird ethnisch definiert, ein wesentliches Kriterium ist die biologische „Abstammung“: Jenische seien dann als „Reisende“ zu bezeichnen, wenn sie „auf Reise fahren“. „Reisende“ aber seien umgekehrt nur dann „Jenische“, wenn sie verwandtschaftlich von diesen abstammten.
In ihren 2016 revidierten Statuten erklärte die Radgenossenschaft im Zweckartikel: "Die Radgenossenschaft vertritt die Interessen der Jenischen, Sinti und Roma in der Schweiz, sowohl des fahrenden wie des sesshaften Teils dieser Minderheiten. Zentrale Aufgabe ist es, eine politische Stimme dieser Minderheiten zu sein und ihre Anliegen in der Öffentlichkeit und gegenüber Behörden zu vertreten. Ziel ist die Anerkennung der Jenischen, Sinti und Roma als nationale Minderheiten.
Diese Entwicklung lässt sich unter dem Stichwort Ethnisierung beschreiben.
In diesem Sinn bekundet die Radgenossenschaft, die Interessen aller Roma zu „unterstützen“. Sie beschreibt sich inzwischen (2016) als „Dachorganisation der [Schweizer] Jenischen und Sinti“. Diese sind nach aktueller Definition der Bundesbehörden „nationale Minderheiten der Schweiz“.

#### Politische Ziele
Im Zweckartikel ihrer Statuten formuliert die Radgenossenschaft folgende Ziele: „Ziel ist die Anerkennung der Jenischen, Sinti und Roma als nationale Minderheiten. Die Radgenossenschaft fördert alle Bestrebungen, welche die Minderheiten stärken: Schaffung von Lebensraum – namentlich die Schaffung von Stand und Durchgangsplätzen; Soziale Unterstützung – durch Beratung und Vermittlung; Förderung der Kultur – mit Veranstaltungen, mit der Organisation der Feckerchilbi, Führung eines Dokumentationszentrums; Förderung der Bildung – Integration in den regulären Schulen und Unterstützung während der Reise; Förderung der Minderheitensprachen – Schaffung von Lernmöglichkeiten für Minderheitenangehörige; Vernetzung der Organisationen der Minderheiten – auf dem Boden der demokratischen Auseinandersetzung; Pflege der Beziehungen mit den Behörden – und Eintreten für einen respektvollen Verkehr auf Augenhöhe; Pflege der internationalen Beziehungen; die Radgenossenschaft versteht sich als Teil der internationalen Roma-Bewegung; Förderung und Erhalt der jenischen Sprache.“
Für die Schweiz gilt, dass aufgrund internationaler gesetzlicher Vereinbarungen und gemäß Bundesgerichtsurteil die Kantone verpflichtet sind, Plätze für die reisenden Bevölkerungsgruppen zu schaffen und schulpflichtigen Kindern den Schulbesuch zu ermöglichen. Anders als in Deutschland und Österreich, wo entsprechende Forderungen ohne Widerhall blieben, sind in der Schweiz einige Standplätze für den dauerhaften Aufenthalt im Winter und einige Durchgangsplätze für die Reise entstanden und weitere werden projektiert.
Neben der Verbesserung des Angebots an Stand- und Durchgangsplätzen fordern Schweizer jenische Interessensorganisationen vor allem Gewerbeerleichterungen für mittelständische Marktbeschicker. Schule und staatlich geregelte Berufsausbildung problematisierten sie in den 1990er Jahren als „Gefahr“ mit „katastrophalen Konsequenzen“. „Die Fahrenden“, so einer ihrer Sprecher, „müssen gar nicht mehr können, als ihren Namen schreiben und etwas rechnen.“ Für eine Ausweitung der Kinderarbeit plädieren die Radgenossenschaft und der Verein schäft qwant. Gewerbescheine sollten „möglichst schon ab zwölf Jahren“ zu haben sein.
Da auch Roma „reisen“ würden, fordert die Radgenossenschaft mit Blick auf den Ausländerstatus „Transitplätze“ als gelegentliche „Haltemöglichkeiten“ für den Weg durch die Schweiz. Wiewohl Roma „aus dem Ausland“ „Menschen wie du und ich“ seien, die „Lebensraum“ brauchen würden, müsse es doch innerhalb der Schweiz eine räumliche Trennung von Schweizer Marktbeschickern, Schaustellern etc. aus den Bevölkerungsgruppen der Jenischen und Sinti geben, „da der Lebensraum“ für diese „schon knapp bemessen“ sei. Seit vielen Jahren erhebt die Schweizer Radgenossenschaft der Landstrasse als Dachorganisation der Schweizer „Fahrenden“ die Forderung nach „Trennung“ der „verschiedenen Kulturen“ der nichtschweizerischen und der Schweizer Fahrenden durch unterschiedliche Plätze.
In den 1990er Jahren forderte sie
- gut ausgestattete und ausländerfreie Stand- und Durchgangsplätze für die Schweizer Fahrenden und
- davon getrennte Durchgangsplätze „mit minimalen Infrastrukturen“ für Fahrende aus dem Ausland.[168] Dies, weil sich Behörden oft unter Hinweis auf Kosten, nach Meinung der Fahrenden aber aus rassistischen Gründen um die Schaffung von Durchgangsplätzen namentlich für reisende Familien aus dem Ausland drücken.[169]

#### Kampf für die Anerkennung der Jenischen als Minderheit
2015 wandten sich die Radgenossenschaft, der Verein Schäft Qwant und die jüngeren Zusammenschlüsse „Cooperation Jenische Kultur“ und „Organisation Jenisch-Manisch-Sinti“ mit einer Petition an den Schweizer Bundesrat, die 2016 mit mehr als 1000 Unterschriften „von teilweise namhaften Persönlichkeiten“ eingereicht wurde. Diese fordert wiederum die getrennte Anerkennung zweier nationaler Minderheiten und in Aufgabe des bisherigen Titels „Fahrende“ unter den jeweiligen Selbstbezeichnungen „Jenische“ bzw. „Sinti“. Damit reagierte die Initiative darauf, dass „insbesondere … die grosse Mehrheit der sesshaft lebenden Jenischen und Sinti ohne Minderheitenschutz“ sei, da ihre reale Lebensweise nicht die eines „fahrendes Volks“ ist.

#### Weitere jenische Zusammenschlüsse
Die Genossenschaft fahrendes Zigeuner-Kultur-Zentrum entstand 1985 nach der Neuausrichtung der Radgenossenschaft als Abspaltung mit dem Ziel, die Zusammenarbeit von Jenischen, Sinti und Roma wie bis dahin aufrechtzuerhalten, zu verbessern und in diesem Sinn Öffentlichkeitsarbeit zu leisten.
1986 richteten Jenische und Sinti mit staatlichen und privaten Spenden die Stiftung Naschet Jenische ein. Die Stiftung bezweckte die Wiedergutmachung für die Betroffenen des „Hilfswerks“ und verfügte über einen Fonds in Millionenhöhe. Ein großer Teil der Fondsgelder wurde jedoch für andere Zwecke verausgabt. Die Stiftungsleitung wurde in der Folge ihrer Aufgaben entbunden. Eine neue Auszahlungskommission konstituierte sich 1991 neu unter dem Dach einer halbstaatlichen Neugründung, der Stiftung zur Wiedergutmachung für die Kinder der Landstrasse. Naschet Jenische ist seither eine Beratungseinrichtung.
1992 wurde als Gegenorganisation zur Stiftung Naschet Jenische der Verein Interessengemeinschaft Kinder der Landstrasse gegründet, der sich für eine Vergangenheitsaufarbeitung und Rehabilitierung der Betroffenen einsetzt.
Der Verein Schinagl hat sich zum Ziel gesetzt, mittels neuer Berufsbildungsprogramme an neue wirtschaftliche Umgebungen angepasste fahrende Lebensweisen zu ermöglichen.
Um 2005 eröffnete sich jenischen Interessenvertretern die Möglichkeit, sich am Diskurs mit Vertretern der deutschen Politik um den Text für ein Denkmal für die im Nationalsozialismus ermordeten Sinti und Roma Europas zu beteiligen. Die öffentliche Aufmerksamkeit für die Gruppe nahm zu und regte intern die Bereitschaft zur Selbstorganisation an. Es entstanden in kurzer Folge mehrere jenische Neugründungen, so dass es heute eine größere Zahl jenischer bzw. von Jenischen geführter Interessenvereinigungen im deutschsprachigen Raum gibt.
2004 wurde das European Roma and Traveller Forum als dem Europarat assoziierte NGO mit Sitz in Straßburg gegründet. Dort ist auch die Radgenossenschaft der Landstrasse vertreten. Ihr Repräsentant in der vor allem von Roma bestimmten Institution ist abweichend vom üblichen Auftreten der RG in diesem Fall nicht ein Jenischer, sondern ein Manouche aus der französischsprachigen Schweiz.
Die Gemeinschaft Kochemer Loschen, die von einigen Jenischen in Luxemburg und Umgebung gegründet wurde, setzt sich für die jenische Jugend ein.
In Singen existiert seit 2003 ein „Verein der Jenischen e. V.“.
Im Jahr 2016 wurde in Singen der Förderverein für die Jenischen und andere Reisende e. V. gegründet, der sich für die Schaffung eines Jenischen Kulturzentrums einsetzt.
Die Union der Vertreter und Vereine der Schweizer Nomaden (UVVSN) ist eine Vereinigung mehrerer Vereine und Vertreter von Schweizer Fahrenden. Sie wurde 2016 mit dem Ziel gegründet, die fahrende Lebensweise der Schweizer Nomaden in ihrem Land zu unterstützen und zu erhalten. Sie wurde auch gegründet, um die Kultur der Jenischen und der Sinti in der Schweiz zu bewahren.

### Gesamtüberblick
- Radgenossenschaft der Landstrasse, Schweiz, gegründet 1975,
- FC Grün-Weiß Ichenhausen, Ichenhausen (Bayern), gegründet 1980
- Fahrendes Zigeuner-Kultur-Zentrum für „Jenische, Sinti und andere Fahrende“, Schweiz, gegründet 1985
- Naschet Jenische, Schweiz, gegründet 1986
- Verein zur Anerkennung der Jenischen in Österreich und Europa, Österreich
- Verein der Jenischen e. V., Singen, Deutschland, gegründet 2003[176]
- Transnationaler Verein schäft qwant, Schweiz, gegründet 2003
- Association Action Sinti et Jenisch Suisses, französischsprachige Schweiz, gegründet nach 2005
- Jenischer Bund, Deutschland, gegründet 2006
- Bewegung der Schweizer Reisenden, Schweiz, gegründet 2013
- Blog der luxemburgischen Jenischen Gemeinde Kochemer Loschen
- Verein Schinag(e)l, Schweiz
- Förderverein für die Jenischen und andere Reisende e. V.
- Union der Vertreter und Vereine der Schweizer Nomaden, Schweiz, gegründet 2016

### Belletristik
- Robert Domes: Nebel im August: Die Lebensgeschichte des Ernst Lossa. cbt, München 2008, ISBN 978-3-570-30475-4.
- Helga Röder: Tamara aus dem Volk der Jenischen. Kindheit und Alltag eines Zigeunermädchens. Marsilius-Verlag, Speyer 2004, ISBN 3-929242-33-8.
- Helga Röder: Tamara. Kriegsjahre eines Mädchens. Schaffen und Wirken in guten wie in schlechten Tagen. Scheinerling-Verlag, Neulußheim o. J, ISBN 3-9809779-0-0.
- Thomas Sautner: Fuchserde. Picus, Wien 2006, ISBN 3-85452-498-6.
- Hans-Jörg Schneider: Hunkeler macht Sachen. Bastei Lübbe, Bergisch Gladbach 2006, ISBN 3-404-15435-5.
- Michael Theurillat: Sechseläuten. Ullstein, Berlin 2010, ISBN 978-3-548-60944-7 (= List-TB. 60944).
- Simone Schönett: re:mondo. Edition Meerauge, Klagenfurt 2010, ISBN 978-3-7084-0385-4.
- Willi Wottreng: Jenische Reise. Eine grosse Erzählung, Bilger-Verlag, Zürich 2020, ISBN 978-3-03762-087-8.

### Theaterstücke
- Gerhard Zahner: Die Reis‘ Theaterstück unter Förderung des Landes Baden-Württemberg[180] über die Jenischen unter Regie von Mark Zurmühle.[181][182]

### Studien zu Teilbereichen und Einzelfragen
- Günter Danzer: Jenisch diebra en Oberberg. Hess, Syrgenstein 2006, ISBN 3-935128-03-7 (Ausdrücke und Redewendungen, Lieder und Gedichte, Geschichten und Theaterstücke, Wörterlisten).
- Guadench Dazzi/Sara Galle/André Kaufmann/Thomas Meier: Puur und Kessler. Sesshafte und Fahrende in Graubünden. Hrsg. Institut für Kulturforschung Graubünden jkg, Baden 2008, ISBN 978-3-03919-090-4.
- Gerhard Fritz: Eine Rotte von allerhandt rauberischem Gesindt. Öffentliche Sicherheit in Südwestdeutschland vom Ende des Dreißigjährigen Krieges bis zum Ende des Alten Reiche. (= Stuttgarter historische Studien zur Landes- und Wirtschaftsgeschichte), Ostfildern 2004.
- Hildegard Ginzler: Die „Musfallskrämer“ aus der Eifel. Entwicklung des Drahtwarengewerbes in Neroth als Beispiel für Selbsthilfe in einer Mittelgebirgsregion. Gesellschaft für Volkskunde, Mainz 1986, ISBN 3-926052-00-7.
- Hasso von Haldenwang: Die Jenischen – Erinnerungen an die Wildensteiner Hausiererhändler. Baier, Crailsheim 1999, ISBN 3-929233-19-3.
- Franz Jansky: Noppi Gadschi. Jenisch Baaln. Niederösterreich, Eigenverlag, Loosdorf 1991.
- Hans-Günther Lerch: „Tschü lowi …“. Das Manische in Gießen. Die Geheimsprache einer gesellschaftlichen Randgruppe, ihre Geschichte und ihre soziologischen Hintergründe. Gießen 1976.
- Clo Meyer: „Unkraut der Landstrasse“. Industriegesellschaft und Nichtseßhaftigkeit am Beispiel der Wandersippen und der schweizerischen Politik an den Bündner Jenischen vom Ende des 18. Jahrhunderts bis zum Ersten Weltkrieg. Desertina-Verlag, Disentis 1988, ISBN 3-85637-127-3.
- Fritz Neuschäfer: Die Geschichte der „Jenischen“ und „Manischen“ in Gießen. In: Manfred H. Klös (Bearb.): Ein Stück Gießener Geschichte. Gießen o. J. (1988), S. 51–55
- Ulrich Friedrich Opfermann: Der „Mäckes“ – Zu Geschichte und Bedeutungswandel eines Schmähworts. In: Nassauische Annalen. Bd. 109, 1998, S. 363–386.
- Toni Pescosta: Die Tiroler Karrner, Vom Verschwinden des fahrenden Volkes der Jenischen. Wagner, Innsbruck 2003, ISBN 3-7030-0385-5.
- Johann Plenge: Westerwälder Hausierer und Landgänger. In: Untersuchungen über die Lage des Hausiergewerbes in Deutschland. Bd. 2, Leipzig 1898.
- Wolfgang Scheffknecht: Armut und Not als soziales Problem: Aspekte der Geschichte vagierender Randgruppen im Bereich Vorarlbergs vom 16. bis zum 18. Jahrhundert. In: Innsbrucker Historische Studien. 12/13 (1990), S. 9–96
- Heidi Schleich: Die jenische Sprache in Tirol. Diplomarbeit, Universität Innsbruck 1998
- Heidi Schleich: Das Jenische in Tirol. Sprache und Geschichte der Karrner, Laninger und Dörcher. EYE, Landeck 2001, ISBN 3-901735-09-7. (mit einem Beitrag von Anton S. Pescosta)
- Ernst Schubert: Arme Leute. Bettler und Jauner im Franken des 18. Jahrhunderts. Degener, Neustadt an der Aisch 1983 (= Veröffentlichungen zur fränkischen Geschichte, Reihe IX: Darstellungen aus der fränkischen Geschichte, 26)
- Wolfgang Seidenspinner: Herrenloses Gesindel. Armut und vagierende Unterschichten im 18. Jahrhundert. In: Zeitschrift für die Geschichte des Oberrheins. 133 (1985), S. 381–386.
- Wolfgang Seidenspinner: Jenische. Zur Archäologie einer verdrängten Kultur. In: Beiträge zur Volkskunde in Baden-Württemberg. 8 (1993), S. 63–95.
- Johann Weber: Der Matzenberg: Sozialgeschichtliche Studie über die Entstehung des Dorfes Carlsberg im 18. Jahrhundert Beitrag zur Geschichte des Leininger Landes, Landau/Pfalz 1913.
- Willi Wottreng: Zigeunerhäuptling. Vom Kind der Landstrasse zum Sprecher der Fahrenden – Das Schicksal des Robert Huber. Orell Füssli Verlag, Zürich 2010, ISBN 978-3-280-06121-3.

### Allgemeine/großräumige Untersuchungen und Darstellungen
- Gerhard Ammerer: Heimat Straße. Vaganten in Österreich des Ancien Régime. Wien/München 2003, ISBN 3-486-56728-4
- Christian Bader: Yéniches – Les derniers nomades d’Europe. Paris 2007, L’Harmattan, ISBN 978-2-296-03675-8
- Helena Kanyar Becker (Hrsg.): Jenische, Sinti und Roma in der Schweiz. (mit Texten von Cristina Kruck, Graziella Wenger, Thomas Meier, Venanz Nobel u. a.) Schwabe, Basel 2003, ISBN 3-7965-1973-3
- Alfred Höck: Wandernde Geschirrhändler und ihre Verbindungen zum Gaunertum. In: Kontakte und Grenzen. Probleme der Volks-, Kultur- und Sozialforschung. Festschrift für Gerhard Heilfurth zum 60. Geburtstag. Göttingen 1969, S. 439–451
- Thomas Huonker: Fahrendes Volk – verfolgt und verfemt. Jenische Lebensläufe. Herausgegeben von der Radgenossenschaft der Landstrasse. Limmat, Zürich 1987, ISBN 3-85791-135-2
- Thomas Huonker, Regula Ludi: Roma, Sinti und Jenische. Die schweizerische Zigeunerpolitik zur Zeit des Nationalsozialismus. Chronos, Zürich 2001, ISBN 3-0340-0623-3
- Carsten Küther: Menschen auf der Straße. Vagierende Unterschichten in Bayern, Franken und Schwaben in der zweiten Hälfte des 18. Jahrhunderts. Göttingen 1983
- Walter Leimgruber: Eine lokale Kultur im Sog globaler Tendenzen: Die Jenischen. In: Rainer Alsheimer/Alois Moosmüller/Klaus Roth (Hrsg.), Lokale Kulturen in einer globalisierten Welt: Perspektiven auf interkulturelle Spannungsfelder. Waxmann, Münster u. a. 2000 (= Münchner Beiträge zur interkulturellen Kommunikation, 9, ISBN 3-89325-926-0), S. 165–184
- Leo Lucassen: A Blind Spot: Migratory and Travelling Groups in Western European Historiography. In: International Review of Social History. 38. Jg. (1993) Nr. 2, S. 209–235
- Leo Lucassen, Wim Willems, Annemarie Cottaar: Gypsies and Other Itinerant Groups. A Socio-Historical Approach. London u. a. 1998, ISBN 0-312-21258-5.
- Andrew Rocco Merlino D’Arcangelis: Die Verfolgung der sozio-linguistischen Gruppe der Jenischen (auch als die deutschen Landfahrer bekannt) im NS-Staat 1934–1944. Dissertation an der Hamburger Universität für Wirtschaft und Politik, 2004; im Internet verfügbar unter  (PDF; 10,3 MB) bzw.
- Thomas Dominik Meier/Rolf Wolfensberger: Eine Heimat und doch keine: Heimatlose und Nicht-Sesshafte in der Schweiz (16.–19. Jahrhundert). Chronos-Verlag, Zürich 1998, ISBN 3-905312-53-0
- Ulrich Opfermann: Die Jenischen und andere Fahrende. Eine Minderheit begründet sich. In: Jahrbuch für Antisemitismusforschung. 19 (2010), S. 126–150
- Radgenossenschaft der Landstrasse (Hrsg.): Jenische Kultur. Ein unbekannter Reichtum. Was sie ist, wie sie war, wie sie weiterlebt. Zürich 2018 (102 Seiten), ISBN 978-3-033-06713-4
- Radgenossenschaft der Landstrasse (Hrsg.): La culture Yéniche. Un trésor inconnu. Son essence, son passé, son évolution aujourd'hui. Zurich 2018 (102 Seiten)
- Martin Rheinheimer: Arme, Bettler und Vaganten. Überleben in der Not. 1450–1850. Frankfurt a. M. 2000
- Bernhard C. Schär: Von «Vaganten» zu Jenischen: Emanzipation der Fahrenden im Geist der Hippieromantik. In: Bernhard C. Schär, Ruth Ammann, Marc Griesshammer, Stefan Bittner (Hrsg.): Bern 68. Lokalgeschichte eines global Aufbruchs-Ereignisse und Erinnerungen. hier+jetzt, Zürich 2008, ISBN 978-3-03919-078-2, S. 179–191
- Ernst Schubert: Mobilität ohne Chance: Die Ausgrenzung des fahrenden Volkes. In: Winfried Schulze (Hrsg.): Ständische Gesellschaft und soziale Mobilität. Oldenbourg, München 1988, S. 113–164. (= Schriften des Historischen Kollegs, Kolloquien 12)
- Urs Walder: Nomaden in der Schweiz. Züst, Zürich 1999, ISBN 3-905328-14-3 (Fotos von Urs Walder, Textbeiträge von Mariella Mehr, Venanz Nobel, Willi Wottreng) (Textauszug online)
- Peter Widmann: Der lange Weg zur Chancengleichheit: Sinti und Jenische in der deutschen Kommunalpolitik seit 1945. In: Zeitschrift für Geschichtswissenschaft. 49 (2001), S. 510–525
- Peter Widmann: An den Rändern der Städte. Sinti und Jenische in der deutschen Kommunalpolitik. Metropol, Berlin 2001, ISBN 3-932482-44-1 [Beispiel Freiburg]

## Audio
- Karin Lehner: Fahrendes Volk – Zur Geschichte der jenischen Minderheit ORF-Ö1-Sendung Radiokolleg,[183]
- Viktoria Balon: Von einem Volk der „Fahrenden“ – „Verstehst du Sesshafter mich Jenischen?“, Deutschlandfunk, Das Feature[184]

## Filme
- Die Jenischen und ihr Wunsch nach Anerkennung. Dokumentarfilm (arte/ZDF 2024, 31 min)[185]
- Lichter der Straße. Dokumentarfilm von Anna Friedrich, Deutschland 2024[186]
- Vergessenes fahrendes Volk · Die Jenischen. Doku (ARD 2023, 42 min)[187]
- Jenische in Österreich – Fremd im eigenen Land, Dokumentarfilm von Alexandra Wachter, Österreich 2017[188]
- unerhört jenisch, Dokumentarfilm von Martina Rieder und Karoline Arn, Filmmusik Stephan Eicher, Reyn Ouwehand, Patrick Waser, Dschoint Ventschr, Schweiz 2017
- Nebel im August, Spielfilm von Kai Wessel, Deutschland / Österreich 2016 (Verfilmung des gleichnamigen Tatsachenromans von Robert Domes über das Leben von Ernst Lossa)
- jung und jenisch. Dokumentarfilm von Martina Rieder und Karoline Arn, Dschoint Ventschr, Schweiz 2010
- Chronik Nomaden in der Schweiz. Oliver M. Meyer und Thomas Huonker, Schweiz 2005 ist als Special auf der DVD Die letzten freien Menschen erschienen
- Gonzerath. SWR-Hierzuland-Reportage, Deutschland 2004
- Wenn die Straße ruft. ZDF-Fernsehproduktion, Regie: Maike Conway, Matti Bauer, inhaltliche Beratung Christof Baudrexel, Ulrich Opfermann, Deutschland 2001
- Händlerdörfer in Hohenlohe. SWR-Reportage, Deutschland 2001
- Unterwegs mit Jenischen. Reportage SF DRS, Schweiz 1998
- Journal de Rivesaltes 1941–1942 Regie Jacqueline Veuve, Reportage über das Auffanglager Rivesaltes, worin auch jenische Familien waren, Schweiz 1997
- Ich bin ein Jenischer. Eine Reise durch die fünfte Schweiz, Dokumentarfilm von Stascha Bader 1996
- Kinder der Landstrasse. Regie: Urs Egger mit Jasmin Tabatabai, dokumentarischer Spielfilm, Schweiz 1992
- Die letzten freien Menschen. Dokumentarfilm von Oliver M. Meyer, Schweiz 1991 (Zürcher Filmpreis 1992)
- Jenseits der Landstrasse. Regie durch Marianne Pletscher, SF DRS, Schweiz 1986
- Menschen, die vorüberziehen Spielfilm von Max Haufler, Schweiz 1941

## Schauspiel
- Die Reis‘, Schauspiel von Gerd Zahner, Uraufführung 2018 in Singen (Hohentwiel) unter Regie von Mark Zurmühle, Produktion Theater Konstanz

### Allgemeines
- Radgenossenschaft Homepage der Radgenossenschaft, Dachorganisation der Jenischen und Sinti der Schweiz
- thata.ch – Homepage des Historikers Thomas Huonker über Jenische, Sinti und Roma
- Schweizer Fahrende in Geschichte und Gegenwart – Homepage zur Gegenwart und Geschichte der Jenischen, Sinti und Roma in der Schweiz, Hrsg. Stiftung Zukunft für Schweizer Fahrende
- Jenische Kulturtage – Homepage zu den Jenischen Kulturtagen in Innsbruck bzw. Tirol. Projekt der Initiative Minderheiten Tirol.
- https://www.bundestag.de/resource/blob/962960/2fed4838d9101005a13704933a0df9e8/WD-1-016-23-WD-3-075-23-pdf-data.pdf

### Orte, Regionen, Personen
- Dauerausstellung im Hohenloher Freilandmuseum Wackershofen-Schwäbisch Hall: „Auf der Reis’— Die ‚unbekannte‘ Minderheit der Jenischen im Südwesten“ seit 2017. Inklusive einem Artikel der Heilbronner Stimme, vom 26. Januar 2022 („Das fast vergessene Volk der Jenischen“.)
- gummi-insel.de (Memento vom 22. September 2013 im Internet Archive), – Gießen
- Siegfried Stahnke: Mausefallen aus Neroth. Heimarbeit – Wandergewerbe – Jenisch gesprochen. In: Heimatjahrbuch 1985. Landkreis Vulkaneifel
- Speicher (Eifel) (Memento vom 8. November 2011 im Internet Archive)
- Wildensteiner Hausierer (Schwaben; PDF; 2,3 MB), Buchauszug
- Tirol, Karrner
- Freilichtmuseum Neuhausen ob Eck: Ein Hausierer versetzt die Besucher in Zeiten zurück, wo im Killertal noch 20 % der Einwohner im ambulanten Gewerbe tätig waren. Im Museum werden jenische Lieder gesungen. Auch von Meßstetten, Erlaheim, Laufen an der Eyach und Tailfingen aus waren Hausierer auf Reise.[189][190] Im Zollernalbkreis unter dem Namen Pleisne bekannt.[191][192] Pleißne wurde im Zollernalbkreis nicht in Familien von Vater zu Tochter gesprochen, sondern wie eine Fremdsprache erlernt.[193] Absatzgebiete waren Württemberg, Frankreich, Bayern, Baden, die Schweiz und die Pfalz.[194]